# 朝鲜文学

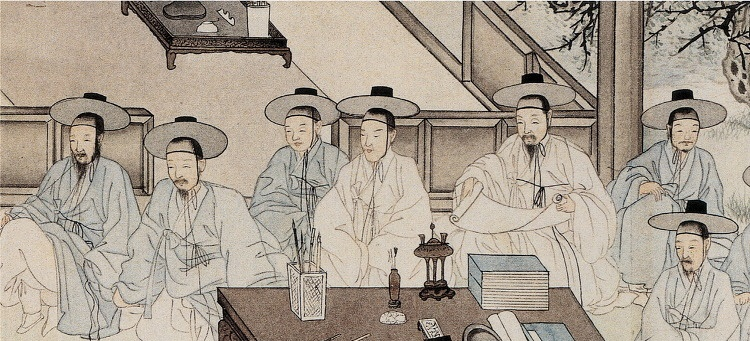
朝鲜王朝文人

朝鲜文学是朝鲜文化的一部分，是朝鲜历史、社会、语言、艺术，以及风土民情等的体现:前言1。最广义的朝鲜文学指“朝鲜民族在各个时代的历史生活空间所创作的文学之总合”。朝鲜民族以朝鲜半岛为主要居住地，从古至今经历了古朝鲜、三国、统一新罗、高丽、朝鲜王朝、近代，直至发展到如今的韩国和朝鲜。虽然韩国和朝鲜这两个国家在民族和血缘上同根同源，但由于各自社会制度和意识形态的不同，两国现代文学呈现出不同的面貌:1-2，不过两国共享古典文学（史前至19世纪末）:9和近代文学（19世纪末至20世纪中叶）:85。
朝鲜文学可以分为口头文学、国语文学和汉文文学三大领域。从朝鲜文学的形成到19世纪印刷业的发达，大众口头文学一直是朝鲜文学，以及国语文学和汉文文学的根基。公元前后，古朝鲜人创造出利用汉字的音和义来标记本民族语言的乡札标记法，促进了国语文学的发展。15世纪中叶，《训民正音》的发明使朝鲜国语文学的发展开启了新的高度。:3-5
朝鲜古代文学深受中国文学的影响。汉字的传入为中国文学在朝鲜半岛的传播提供了极为有利的条件，同时也开拓出朝鲜汉文文学这一新的领域，后发展成为朝鲜古典文学的重要组成部分:4。像中世纪欧洲一些国家创作的拉丁文作品属于其本国文学一样，古代朝鲜人利用汉字创作的汉文文学是朝鲜古代社会产物和意识形态，属于朝鲜文学，是朝鲜文学史上的珍贵遗产:27。

## 古朝鲜至三国时期

### 古代神话
朝鲜神话产生于原始社会，是原始人类根据社会现实想象出的产物，带有浪漫主义色彩。高句丽《留记》，百济《书记》，新罗《国史》，以及《三国史记》、《三国遗事》引用的《古记》、《古史》等朝鲜古籍中收录有很多神话。但这些古籍由于种种原因都已失传:39。目前残存于朝鲜和中国古代文献的朝鲜神话大多是“建国神话”。其中比较著名的有《檀君神话》、《解慕漱神话》、《郝居世神话》、《首露神话》等。:39:33
与其它地区的神话一样，现存的朝鲜古代神话由于后人的修改已非其原始的形态。比如金富轼所著的高丽官修正史《三国史记》，因受到儒家 “子不语怪、力、乱、神”思想的影响，只是出于塑造人物形象而引入少量神话，并对神话的内容进行了大量的删减修改。而《三国遗事》中的神话则因其作者一然的国师僧人身份影响而有宣扬佛教的色彩。:40:6

### 古代传说

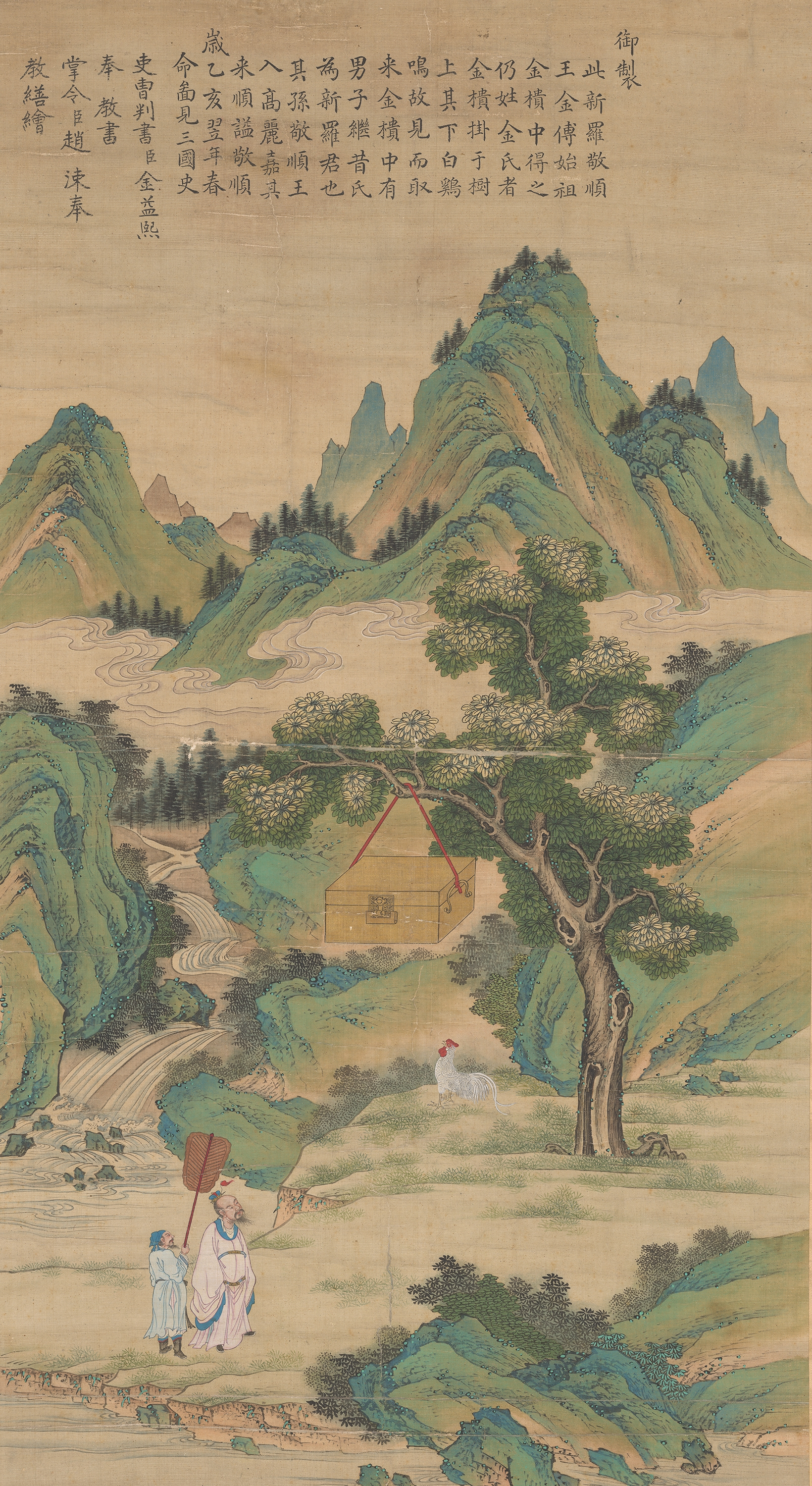
有关金閼智传说的金櫃圖

朝鲜古代传说随着封建社会的形成而出现。现存的朝鲜古代传说主要以歌颂建国英雄、历史名将、品德高尚者、智者等为主要内容:50。著名的朝鲜古代传说包括《东明王朱蒙》、《延乌郎与细乌女》、《昔脱解》、《金閼智》、《射琴匣》、《鼻荆郎》、《金庾信》、《薯童》、《旁迤与弟第》、《龟与兔》、《金春秋与文姬》、《三姓穴传说》、《首露王娶许黄玉》、《九层塔》等。:51-65:11-18
《三国遗事》是记录朝鲜古代传说最主要的典籍，此外《三国史记》等也收集有朝鲜古代传说:11。高句丽开国英雄东明王朱蒙的传说在《好太王碑铭》、《三国史记》和李奎报长篇叙事诗《东明王篇》都有记载。李奎报在其《东明王篇》序中称他曾“得《旧三国史记》，见《东明王本纪》”。他还在其叙事诗做了双行注释，转录《旧三国史记》的内容。:52

### 国语诗歌
朝鲜半岛最早的诗歌形式是与音乐和舞蹈相结合的古代歌谣:65。三国时期，朝鲜国语诗歌在歌谣的基础上发展出新的形式“乡歌”，和以朝鲜传统民族音乐为基础的歌乐“乡曲”。“乡歌”和“乡曲”中的“乡”字是本乡本土之意，以别于唐诗、唐乐。:71-74:21-22

#### 古代歌谣
由于年代久远，传世的朝鲜古代歌谣数量极少。收录于《三国遗事·驾洛国记》的《龟旨歌》（亦称《迎神歌》）是首古伽耶人迎神仪式唱的歌谣，为迄今古代文献中所能看到的最早的朝鲜古代歌谣。《三国遗事·纪异》还收录有另一首与《龟旨歌》相似但内容和形式要更为丰富的歌谣《海歌》（亦称《水陆夫人》）:65-70:19-20。此外，东汉蔡邕的《琴操·九引》和西晋崔豹的《古今注·音乐》收录有一首被翻译成汉语的朝鲜古代歌谣《箜篌引》:68-70:20:11-12:16。

#### 乡歌
乡歌使用“乡札标记法”，不用配乐谱曲。现存朝鲜三国时期的乡歌只有《薯童谣》、《彗星歌》和《运泥谣》三首。乡歌的创作在新罗是最活跃的。但文献中流传下来新罗乡歌仅有《彗星歌》和《运泥谣》两首。《薯童谣》是现存唯一的百济乡歌:71-75:21-22。
古籍文献中还可以看到一些被提及名字，但歌词都已失传的三国时期乡歌，包括歌颂天下太平，百姓安居乐业的《兜率歌》、与劳动有关的《会苏曲》、新罗真平王时期的士人实兮因谗言被贬后，自比屈原抒胸臆所做的《被斥歌》（又称《实兮歌》）、悼念反击百济侵略而牺牲的新罗将军奚论的《悼奚论歌》等。:79-82:23-25

#### 乡曲
除了乡歌之外，朝鲜三国时期还兴起了以本民族传统音乐为基础的歌乐“乡曲”。与乡歌不同，乡曲用汉字记词，大多配乐唱词。出现在古代文献中的朝鲜三国时期的乡曲数目并不多，也没有留下歌词。不过，这些乡曲在朝鲜文学史上发挥了重要的影响。高句丽的乡曲主要有《玄鹤》、《来远城》、《延阳》、《溟州》等。百济的乡曲主要有《井邑》、《智异山》、《禅云山》、《山有花》等。《三国史记·乐志》中记载的新罗乡曲有18种乐名属总目，主要的乡曲包括《碓乐》等。:36-37:77-83

### 汉文文学

#### 汉诗
《黄鸟歌》是朝鲜半岛现存最早的汉诗。据《三国史记》记载，该诗由高句丽琉璃明王于公元前17年创作。《黄鸟歌》是首四言诗，与同一时期的中国汉诗在风格上很相似，内容简单，语言朴实:31。曾到中国北周留学的高句丽僧人定法师在高句丽平原王在位期间创作有五言写景律诗《咏孤石》，流传至今:84-85:31-32。
朝鲜三国时期有两首与政治和外交相关的汉诗《遣于仲文诗》和《太平颂》。《遣于仲文诗》是高句丽大将乙支文德在隋与高句丽的战争期间，写给隋将于仲文的五言诗，劝他“知足”退兵。该诗用词巧妙，不卑不亢，是首被历代称颂的作品。《太平颂》是650年新罗真德女王织在锦缎上，赠送给唐高宗的五言排律，以表达对唐朝的敬意和联唐的愿望。该诗对新罗联合唐朝在660年和668年先后灭百济、高句丽起到重要的外交作用。该诗在《全唐诗》、《三国史记》、《三国遗事》都有记载。《唐诗品汇》称其“高古雄浑，与初唐诸作颉颃”。:32-33:86-87

#### 散文
现存最早的朝鲜汉文散文是高句丽大武神王写给汉辽东太守的一封书函。公元28年，汉辽东太守率兵攻打高句丽，高句丽闭城固守。汉军原以为城内无水，久守城外期待高句丽不战自降。猜测出汉军意图后，高句丽大武神王从池中钓了一条鲤鱼，用水草包裹好，并附了封信和酒，派人一起送到汉营。信上写道：“寡人愚昧，获罪于上国，致令上将军率百万之军，暴露敝境。无以将厚意，辄用薄物致供左右。”辽东军见到鲤鱼和水草后，认为城中有水，一时很难攻陷，逐退兵。:28-29:89-90
《谏真平王书》是6世纪新罗兵部金后稷写给真平王的一封说理性书函体散文。金后稷在信中直言不讳地劝导真平王不要沉溺于打猎而荒废政务。真平王当时并没有接受金后稷的谏言。但在金后稷死后，真平王开始悔悟，不再沉溺于打猎，新罗也逐渐开始走向强盛。7世纪中叶，百济也出现了一位敢于直谏的臣子成忠。当时新罗欲联合唐灭百济，百济正处在错综复杂的国内外形势之中，但百济义慈王却整日沉溺于酒色之中，不问政事。佐平成忠多次进谏，但义慈王却恼羞成怒。成忠最后被诬陷入狱。《上义慈王书》是成忠在狱中病危临终时留给义慈王的遗言，是朝鲜文学史上的书函体散文名篇。但成忠的忠心，并没有换来义慈王的回心转意，百济最终被新罗和唐的联军灭亡。:30:90-91
现存的朝鲜三国时期的散文还包括一些碑志和铭文。现存于中国吉林省集安市的《好太王陵碑文》是高句丽长寿王于公元414年为其父广开土大王而立。整篇碑文共1800余字，由高句丽建国神话、广开土大王南征北伐的丰功业绩、守墓烟户情况以及有关守墓的教谕和制令四部分组成，是朝鲜古代碑志的代表作。此外，朝鲜三国的碑志还有高句丽的《牟头娄墓志文》、《新罗真兴王巡狩四碑》和百济的《武宁王墓志》等。其中立于现今昌宁、北汉山、磨云岭、黄草岭的新罗真兴王巡狩四碑碑志中写有“联绍太祖之基，篡承王统，兢身自慎，四方托境，广获民土。邻国誓言，和使交通”，显示出新罗当时的兴盛状况。:92-93:29-30

## 统一新罗时期
新罗在唐朝的帮助下统一三国后，设立九州（高句丽、百济、新罗故地各3州），并为不断加强统一中央集权统治，推进了一系列改革，国力日益增强。文化方面，统一新罗继承发展了原三国的文化传统，古典文学出现空前的兴盛。国语诗歌“乡歌”在八九世纪达到了高峰。受唐朝汉文化的影响，统一新罗汉文文学也得到很大的发展，出现了强首、薛聪、金大问、崔致远等儒学大家。统一新罗时期的文学体裁形式也开始多样化，在民间口头传说的基础上发展出了史传文学和传奇文学，随着对外关系的发展，出现了长篇纪行文《往五天竺国传》。此外，还出现了寓言。:97-108

### 传说
统一新罗时期的民间传说主要收录于《三国遗事》、《新罗殊异传》、《三国史记》等典籍中，其中《三国遗事》收录的传说最多。受佛教在统一新罗时期兴起的影响，这一时期的朝鲜民间传说大多带有宗教色彩，出现了很多神、佛、鬼，以及轮回，因果报应等思想。:109:39
《金现感虎》是个宣扬善恶果报的爱情故事。故事的女主人公是位为爱情甘愿牺牲的虎女。《三国遗事》的作者一然将男主人公金现收获爱情和富贵的原因归咎于他对佛的虔诚。统一新罗时期的另一则人虎结合的故事《申屠澄娶虎》也是有关虎女与人类结为夫妻的故事。该故事在唐代传奇小说集《河东记》里也有相似的记载。这些与虎相关的传说也反映出朝鲜古代对虎的图腾。统一新罗时期的《调信之梦》、《孙顺埋儿》、《两圣成道》、《善律还生》等传说是佛教色彩更为浓厚的故事。《无影塔》是个与中国《孟姜女哭长城》相类似的朝鲜传说，暴露了统治阶级为修释迦塔大量强征苦役给人们带来的痛苦。释迦塔是为以“慈悲为怀”的菩萨所修，因此该故事更具讽刺性。此外《驴耳王》、《处容郎》、《居佗知擅射救龙》等也都是统一新罗时期出现的传说。:109-116:39-44

### 国语诗歌
“乡歌”在统一新罗时期得到了长足的发展。高丽僧人一然在《三国遗事》第五卷中描述说：“罗人尚乡歌者多矣。”李承修在其所著的《帝王韵记》新罗条中也有“花朝月夕携手游，别曲歌词随意制”的描述。据《三国史记》记载，新罗真圣女王曾命角干魏弘和大矩和尚修撰乡歌集《三代目》。该书虽已失传，但可见当时乡歌在朝鲜半岛已经非常盛行。不过统一新罗的乡歌大多已失传，现存的统一新罗乡歌只有《三国遗事》保存的11首。由于《三国遗事》的作者是位僧人，因此对乡歌的取舍有很大影响，僧人的作品占到多数，也有少量花郎、普通百姓的作品。:119-121:54-55
统一新罗时期的乡歌按体裁可以分为十句体、四句体和八句体。四句体的乡歌在形式和内容上都很单纯。十句体乡歌一般按“4*4*2”行分段。其中前两段并列或递进，第三段通过情感的高扬或转化，将作者的情感赋予诗中，最后的两句前加感叹词“啊”。十句体乡歌形式较为固定，因此也被称为“十句体定型诗”。八句体乡歌原本是十句体，后因感叹词“啊”后面的两句在传唱中消失了，而形成了八句体这种形式。:122:55
统一新罗的乡歌按内容可以大致分为四类。第一类是以崇尚佛教为内容的乡歌比如《原往生歌》、《千手观音歌》；第二类是反映社会生活和阶级矛盾的与政治有关的乡歌，或多或少地也带有宣扬佛教的色彩，比如《安民歌》、《怨树歌》、《兜率歌》、《遇贼歌》；第三类是表达爱慕、思念、怀念、悼亡的抒情诗，比如《祭亡妹歌》、《慕竹旨郎歌》。第四类是有关民间传说的乡歌，比如《献花歌》、《处容歌》。:123-130:56
朝鲜古代除了以乡札标记法保留下来的乡歌外，还有一种分段落、每段有副歌的民间诗歌。这种诗歌目前仅存统一新罗时期的《井邑词》一首。据《高丽史·乐志》记载，这首歌是百济旧地井邑地区一位行商的妻子所作，是首妻子登高远眺思念出门经商久久未归的丈夫的歌。这首歌不是靠乡札记录下来，而是靠口头相传保留了下来，并被记录在15世纪朝鲜王朝的《乐学规范》中。:131-132:60-61

### 汉文诗歌
新罗统一三国后，在选拔人才方面由原来的“只以弓箭选人”的武选标准，改为以对汉文典籍通晓和汉文写作能力的高低定官职的“读书三品科”制度。这极大地刺激了当时人们学习汉语的热情。公元640年，新罗善德女王“遣弟子于唐，请入国学”。之后，新罗每年都派大批留学生入唐留学。在唐朝科举及第的异国举子中，新罗人是最多的。:133-134:62
现存保留下来最早的统一新罗时期汉文诗是8世纪上半叶新罗僧人慧超《往五天竺国传》残本中的五首。慧超的五首诗记录了他西行求法的真实心路历程，从最初到达天竺国的兴奋与仰慕，到渐渐浓郁的思乡情，旅途的艰险，战乱，恶劣的天气，到最终看到回乡希望的激动。慧超的五首诗中有四首是五律，是当时盛唐前期诗坛最盛行的格律，与盛唐前沿保持着一致。另一首咏雪诗是五言古体诗，是使用仄韵写的律诗。律诗一般是使用平声韵的，但慧超觉得平声韵不适合描写当时天寒地冻、旅途吉凶未卜的心境，而变通采用了入声韵，对刚刚成型的近体格律进行了突破。拗体诗始于杜甫，盛唐前仄韵极少，慧超此作在文学史上是有其地位的，有人把它看作是近体诗的一种。:135-141
据唐朝费冠卿所撰的《九华山化成寺记》记载，新罗王子金乔觉在开元（公元713-741年）末以前，来到九华山修行，被奉为“九子神”。他圆寂后尸身三年未腐，与佛经中的地藏菩萨相似，因此被尊为“金地藏”。九华山也因此成为中国佛教四大名山之一。金乔觉自幼酷爱诗书，来中国前就已有很高的汉文文学造诣。在唐期间，他创作了许多诗歌。清周斌在《游金地藏塔》中说：“鹿苑今无寺，鸡林独有诗。”周山门在其作的《化成寺偶联》中也写道：“始信西方活佛，是东国诗仙”，不过金乔觉的诗歌大多都已散佚。其所作的《送童子下山》被收集在《全唐诗》中，是朝鲜现存最早的七言律诗。:141-144:63
统一新罗时期最杰出的文学家是在朝鲜学术界被誉为“东方儒学之宗”的崔致远。现存崔致远的诗歌包括《桂苑笔耕集》的60首、《东文选》的30首和分散在《全唐诗》以及历史文献和金石文物上的十余首及一些残句。他的诗歌按内容可以分为五类：第一类是他在唐留学时所作的思念故乡的抒情诗，比如《秋夜雨中》、《山阳与乡友话别》、《东风》、《陈情上太尉》等；第二类是批评现实的诗歌，比如《江南女》、《古意》、《寓兴》、《蜀葵花》等；第三类是写景诗，比如他奉使东泛新罗，在山东大珠山停泊时所作的《石峰》、《潮浪》、《沙汀》、《野烧》、《杜鹃》、《海鸥》、《山顶危石》、《石上矮松》、《红叶树》、《石上留泉》十首，以及《芋江驿雪》、《题伽倻山》七绝《入山诗》和《赠智光上人》等；第四类是纪德诗和与学友之间的唱和之作，比如《七言纪德诗三十首谨献司徒相公》、《酬进士田成义兄赠》、《酬吴进士峦归江南》、《酬吴峦秀才昔别二绝句》、《酬杨瞻秀才送别》等；第五类是描写新罗民间舞蹈的诗，比如《乡乐杂咏》、《金丸》、《月颠》等。崔致远的诗体裁多样包有七言、五言；有绝句、律诗；有古体诗，但以七言律诗和绝句为最多。他的诗都以现实生活为基础进行自然地抒发。他认为诗人不应该过于自由想象发挥。他曾在《谢高秘书示长歌书》中说李白“兴酣落笔摇五岳，诗成笑傲凌沧州”的诗作是“唯夸散诞之词”。:156-167:64-69
统一新罗时期的王巨仁因被人诬陷被新罗真圣女王处以死刑，他在狱中墙壁上写下《怨愤诗》为自己鸣冤。据说当晚雷声大作，天降冰雹，真圣女王以为是触怒了上天，于是将他释放。这首《怨愤诗》被记录在《三国史记》和《全唐诗》中流传下来，不过两个版本的诗文字句略有差异。7世纪统一新罗女诗人薛瑶的《返俗诗》，是一首反抗束缚的诗歌。作者是新罗左武卫将军承冲之女，因幕佛教传说和遭遇父亲离世在15岁时出家为尼，21岁时还俗，嫁给郭元振。此诗是她还俗时所做，被载于《全唐诗》七七九卷。统一新罗时期有汉诗留世的诗人还有崔匡裕（代表作《长安春日有感》）、崔承佑（代表作《东文选》10首）、朴仁范（代表作《泽州龙朔寺》、《九成宫怀古》、《江行呈张秀才》、《马嵬怀古》、《送俨上人归乾竺国》、《早岁书情》等）。此外，《全唐诗》还收录了金立之、金云卿、金可纪等朝鲜文人的逸诗散句。:145-149:63-64

### 散文
统一新罗时期，散文得到了进一步的发展，并出现了金大问、强首、薛聪、禄真、崔致远等散文家。强首是统一新罗早期的文学大师，以文章促进三国统一大业，得到新罗太宗的赏识。他施展外交才能说服唐与新罗联合先后灭掉百济和高句丽，后又化解唐朝的愤怒，使统一新罗政权得以巩固。新罗文武王曾如是评价强首：“强首以文章自任，能以书翰致意于中国及丽济二邦，故能结好成功。我先王主兵于唐，以平丽济者，虽曰武功，亦由文章之助焉。”可惜的是强首的文章都没有传世，只是有推测认为真德女王送给唐太宗的《太平颂》是强首之作。:176-178
号称“新罗十贤”之一的薛聪是新罗名僧元晓之子。他完善了利用汉字纪录朝鲜语的“吏读法”，推动了新罗文化的发展。他自幼熟读儒家经典，写过很多文章，不过只有《花王戒》一篇留世。《花王戒》是寓言体，因此薛聪也被认为是朝鲜文学史上最早的寓言作家。据《三国史记·列传第六》记载，此文是薛聪献给新罗神文王的讽谏作品（《东文选》以《讽王书》之题名收录此文）。作品以花王牡丹比喻国王，蔷薇比喻宫中美女和一切奸佞之徒，白头翁比喻忠直敢谏者，讽刺神文王的荒淫生活和腐败的朝政。神文王听过寓言后得到领悟说：“子之寓言诚有深志”，并表示应作为今后王者的借鉴。《花王戒》是篇典型的骈文，使用四言、六言的句式，华丽的辞藻，并引用了“孟轲不遇”和“冯唐皓首”两个中国典故。薛聪所在的初唐时期，中国已经出现了许多优秀的骈文作品，但以拟人化植物为主角的寓言作品是极其罕见的。该文构思巧妙、辞藻华丽、语言流畅，在现存中国骈文到薛聪时代还很少见到有达到这个艺术高度。《花王戒》在朝鲜文学史上有开先河之功，对朝鲜后世寓言的创作影响深远，并被视为朝鲜讽刺小说的嚆矢。:178-182:79-80
在《三国史记·列传第五·禄真传》中隐藏着一篇《谏忠恭赋》。传记中并没有明确指明这是书面文学作品，但从“十四年，国王无嗣子”到“此亦国家之美事也”是一篇完整的赋，作者应该是禄真，只是在写进传记时被做了些改动。该篇为主客问答体，情节与中国第一篇大赋枚乘的《七发》极其相似。《谏忠恭赋》像《花王戒》一样大量使用了对偶的四六句，但对偶句又不拘泥于四六句。与《花王戒》相比，这篇赋更为写实，而且气势不凡，文笔流畅是朝鲜文学史上又一篇重要的作品。:184-189
新罗高僧慧超去印度取经后留有一部重要的纪行之作《往五天竺国传》。唐朝僧人慧琳（公元737-820年）在其《一切经音义》第一百卷有少量《往五天竺国传》的摘录，但原本失传。1908年，法国人伯希和等人在敦煌盗走一大批文物，其中有一份楮纸写本，有6000余字，现藏于法国国家图书馆。根据《一切经音义》的记载，《往五天竺国传》有上、中、下三卷。但敦煌写本只有一卷，首尾缺残，因此是个缩略本的残卷。慧超西行时已经不是玄奘西行时的和平年代，一路上他亲眼目睹了大食（波斯）东征、突厥扩张，印度、吐蕃、唐相互较量的残酷战争。缩略本残卷虽然简短，但忠实记录了8世纪上半叶当时的情况，是印和中亚史的重要史料。慧超在《往五天竺国传》中除了记载与印度佛教相关的内容，还对45个国家的情况进行了记载，涉及地理、政治、经济、社会、文化的方方面面，是中亚地区开始突厥化和伊斯兰化的目击见证，是研究8世纪中亚丝绸之路的珍贵文献。:184-189
崔致远在唐的16年间创作了一万多篇作品，其中诗歌只有300多首，其余都是散文和应用文。高丽文人周慎斋在其《游清凉山录》中称崔致远是“东方文学之祖”。朝鲜王朝前期文人成伣也说：“我国文章，始发于崔致远。”崔致远的散文和应用文大都是骈体文。这种文体盛行于六朝，在唐朝成为朝廷公文“正式的程式”。崔致远存世的散文集《桂苑笔耕集》收录的大多数是骈体四俪六的行政公文，但他的散文内容丰富，体裁多样，具有很高的艺术成就。他所撰写的《檄黄巢书》，条理清晰，措辞犀利。据《孤云先生遗事》记载，黄巢在读到“不惟天下之人皆思显戮，抑亦地中之鬼已议阴诛”时，不觉从床上掉了下来。:168-170

### 史传文学
依据《三国遗事》，朝鲜早期史书可以大致分为“古记”和“乡史”两类。“古记”内容一般是国家大事，“乡史”则多为人物和地方掌故。两者之间也混用，“古记”有更为统指的意味:199。朝鲜早期以记载地理、年历、寺庙、文物等为内容的专门史主要出现在统一新罗时期，其中有很多以人物为主要记述内容。中国史书传统在统一新罗时期还没有完全被引入，所以朝鲜这一时期的人物史作品大多保留着民间传说的成分或是注入了作者浓厚的感情与想象，因此大部分属史传文学。与侧重人物履历的人物史不同，史传文学更注重对人物性格的塑造和细节的刻画:208-210。
金大问是统一新罗时期的史传文学作家的代表，著有《高僧传》、《花郎世记》、《乐本》、《汉山记》、《鸡林杂传》等。其中《汉山记》是金大问在圣德王三年（公元704年）担任汉山州都督搜集汉山周边民间传说后，写成的记载战争英雄的传记作品。《花郎世记》是专门记载花郎事迹的书籍，为金富轼《三国史记》列传的主要资料之一。《鸡林杂传》是有关新罗各方面历史的故事集。《乐本》是有关新罗音乐史的。:211-213
统一新罗时期史传文学的代表作是《金庾信行录》。据《三国史记》记载，此书由金庾信玄孙新罗执事郎金长清所作，共十卷，是对金庾信一生的记录，其中有很多神异成分。金富轼从儒家思想的观念对其作了删减，整理成《三国史记》列传中的《金庾信传》。《金庾信传》有9000余字。《三国史记》列传一共只十卷，但《金庾信传》就占到了三卷。《金庾信传》虽经金富轼的删减，还是保留了10个神话传说和30个故事，文学故事占到全文的67%，这是史传文学中罕见的高比例。通过艺术性的情节安排，生动的语言和出色的细节描写，《金庾信传》塑造了金庾信神、德、义、忠、勇、智等多方面的形象，成为朝鲜叙事文学史上的一座丰碑。:216-224

### 传奇文学

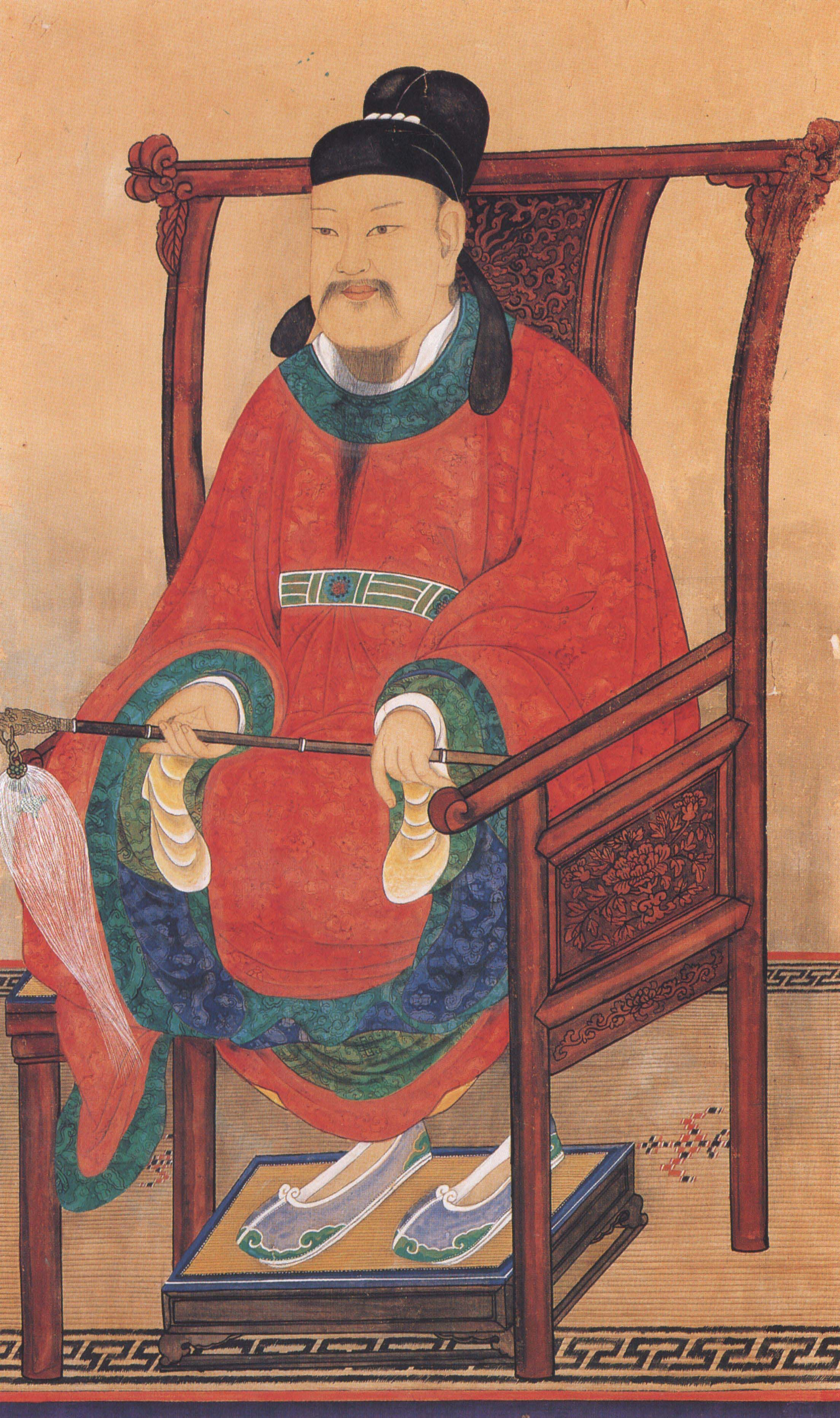
崔致远

统一新罗时期，朝鲜文学在史传文学的基础上出现了追求神异、志怪色彩的传奇文学。朝鲜民间神异故事集《新罗殊异传》是统一新罗时期传奇文学的代表作。《新罗殊异传》以朝鲜民间口头传说为基础，最初由新罗文人加工编写而成，后经新罗和高丽多人多代屡次修改，在高丽中期定型。现存朝鲜古籍中有10部典籍在13处提到该书，其中有6部典籍对其原文进行了转录或节录。该书在不同典籍中以《朴寅亮殊异传》、《古本殊异传》、《殊异传》、《新罗异传》等不同的名字出现。《新罗殊异传》在朝鲜王朝初期还传于世，但后来失传，目前只存一些古籍转录或摘录的残篇。:225-227
现存的《新罗殊异传》故事共有12篇。《三国遗事》中转录了《脱解王》、《延乌郎细乌女》、《善德王》、《金现感虎》、《阿道传》、《圆光法师传》6篇。《宝开祈祷》、《崔致远传》见于《太平通载》。《大东韵府群玉》节录有《首插石楠》、《心火烧塔》、《老翁化狗》、《竹筒美女》。此外，《海东高僧传》、《笔苑杂记》、《三国史节要》等也可见部分故事。这12篇故事中，只有《金现感虎》、《崔致远》、《宝开祈祷》是统一新罗时期的故事，其它均为三国时期的新罗故事。:229:48-52

## 高丽时期
高丽时期是朝鲜封建文明的一个新的成熟期，也是朝鲜文学史上各种文学体裁确立的时期。国语诗歌在新罗乡歌的基础上，经过文人的改进、创作，最终形成了国语诗歌的正统体裁时调。国语诗歌的创作群体由民间扩展到了上层文人。在汉文文学方面，古、近体诗、词、骚均有名作出现。朝鲜文学史上的三大诗人中的两位李奎报和李齐贤都是出自高丽时期，两人并称“高丽双璧”。高丽时期还首次出现了风格鲜明的诗歌流派“海左七贤”。散文方面也是古文、骈文、赋、应用文等凡中国有的散文文体无所不用，并且达到很高的水平。高丽官修正史《三国史记》的出现确立了史书的体式。传记文学在此基础上兴盛发展起来。高丽后期还出现了稗说体散文，为后世小说的出现产生了积极的影响。由于种种原因，高丽文学作品佚失严重，现存作品较少。现传有文集的或被后人编辑成集的文人约有30人，有作品传世的人有近400人，诗歌2万余首，文4000篇左右。不过，从现存为数不多的高丽作品中，人们依然可以看到高丽文学的兴盛。:253-266

### 国语诗歌

#### 乡歌
现存的高丽乡歌是高丽高僧均如所作的11首《普贤十愿歌》（均如将这种诗歌形式称为“词脑歌”）。“普贤十愿”是华严宗最重要的纲领之一。均如为了用通俗语言向民众解说深奥佛理，在光宗十八年以《华严经》中的“普贤十愿”为基础创作了《普贤十愿歌》。这是朝鲜现存最早的“普贤十愿”诗歌。《普贤十愿歌》除了十大愿歌外，还有一首总结性的《总结无尽歌》，共11首，最初以乡札的方式记录。翰林学士崔行归将其翻译成了七律汉诗。11世纪，赫连挺将这11首乡歌及其译诗收录在《均如传》中。《普贤十愿歌》在当时的高丽广为传唱，甚至被人们当成治病的咒语。其汉文译诗传人宋朝后，宋朝君臣甚至说“愿王歌主必是一佛出世。”:270-271:18:136-137
除了《普贤十愿歌》以外，高丽还有一些可能是乡歌的国语流传下来。据《高丽史·乐志》记载，有一首以乡札标记法刻在瑟底的国语歌《寒松亭》，被传入中国江南。虽然是汉字，但江南人却不能理解其意。江南人于是请教当时出访江南的高丽人张晋公。张晋公于是将其翻译成了一首汉诗流传了下来：“月白寒松夜，波安静浦秋。哀鸣来又去，有信一沙鸥。”不过，该国语歌的原词已失传。此外，据《灵鹫山大慈恩玄化寺碑阴记》记载，1018年高丽显宗为给其母后祝福，修建玄化寺，并亲撰“国风体”，群臣也献上11首“词脑歌”以示祝贺。“国风体”取自《诗经·国风》，意为民歌体裁，应该也是“词脑歌”。不过该诗歌并没有流出下来。此后，文史中就不再有确切的乡歌记载。:274-275
1120年，睿宗创作了《悼二将歌》和《伐谷鸟》两首国语诗歌。其中《悼二将歌》是睿宗在西京八关会上观看有关两位高丽开国功臣在战场上为救高丽太祖王建而牺牲的表演后所作。该诗歌亦采用乡歌的乡札记录方法，但其形式是否是乡歌很难定论。《高丽史·睿宗世家》收录有该歌的汉译诗。《伐谷鸟》的原诗已经失传，只有存目。随着科举制度在高丽的推行，汉语学习在高丽得到不断的推广。延续了几百年的乡歌在高丽中后期销声匿迹。仁宗朝老臣郑叙所作的“忠臣恋君之词”《郑瓜亭曲》是首介于乡歌和长歌之间的过渡国语诗歌形式。:275-279:18-19:136-137

#### 长歌
长歌也被称为“俗谣”、“别曲”等，是高丽时期出现的一种朝鲜民族诗歌体裁。长歌在高丽时期以口头传唱相传，直到朝鲜王朝创造出训民正音之后，才得以在音乐典籍中收录，保留下来。现存的高丽长歌有《西京别曲》、《青山别曲》、《双花店》、《动动》（咚咚）、《处容歌》、《满殿春》、《履霜曲》、《郑石歌》、《思母曲》、《嘎西里》、《井邑词》11首。这11首长歌与《郑瓜亭曲》常被一起称为“十二歌词”。:279-280:76-83
长歌的题材广泛。《青山别曲》表达的是一位生活在深山里的失意男人的苦闷。《青山别曲》作者不详，也没有具体的旁证说明材料。因此既可以理解为隐士对政治的批评，也可以理解为失恋者的歌曲。《思母曲》以一个失去母亲的孩子的口吻和比喻的方式表达对慈母的思念。长歌中也有像《处容歌》这样的巫歌和《双花店》这样的调情歌。其它的长歌基本都是以爱情为题材，如《西京别曲》、《动动》、《嘎西里》等。许多民间长歌因被选入宫中为君王、士大夫们娱乐，而遭到宫廷乐官的删改，并非长歌之初的民间面貌。:280-286
长歌在形式上很自由，没有乡歌那样四句、八句或十句的固定模式。现存的高丽长歌的节奏、音律各不相同，仍保持着民歌自由的形式。除《思母曲》等少数长歌是单章外，大多数长歌都是联章体，分成许多结构比较统一的小章节的歌曲。这些小的章节围绕同一主题反复咏唱，因此得其名“长歌”。现存的长歌中《西京别曲》是最长的，共有14章。长歌最明显的特征是由感叹句和拟声词等组成的没有明确意义的衬词句。在乡歌中，感叹词只是作为一个乐句的组成部分。而在长歌中，感叹词则可以组成独立的乐句（因此被称为衬词句），而且反复出现。这也大大加强了长歌的抒情性。:287-288

#### 景几体歌
景几体歌是高宗在位期间出现的一种国语诗歌形式，在其每章的结尾都有“景几何如”的词句，因此被称为“景几体”歌。高丽武臣当权时期，由于文人受到排挤，文人对政治失去兴趣，对文学的教化责任感也降低了。文人开始公开创作抒发个人情感的诗歌（在传统上，这是国语诗歌的内容），汉诗与国语诗歌的界限变得模糊。景几体歌就是在这种背景下产生的一种探索性的尝试。景几体歌基本都使用汉字词，只有感叹句部分用纯朝鲜语，是一种将国语诗歌和汉诗相结合的诗歌形式。:293-297:85-91
收录于朝鲜王朝音乐典籍《乐章歌词》中的《翰林别曲》是目前现存最早的一首景几体歌。《翰林别曲》由13世纪的翰林学士共同创作，全篇共8章，每章写一景，反映的是高丽文人在武臣当权的情况下对政治绝望之余，饮酒赋诗，寄兴山水的闲适生活。《翰林别曲》非汉诗，也不同于传统的国语诗歌，采用的是联章体，有着严格的格律，每章都以“为！某某景几何如”（意为“啊，某某的情况究竟怎么样”）结尾。传统上的汉诗是只能诵不能唱，而国语诗歌则是只唱不诵。《翰林别曲》的音乐被推测是歌诗和诵诗相结合的吟咏方式。:293-297:24
续《翰林别曲》后，朝鲜文学史中又出现了一些景几体诗歌作品。忠肃王十七年（1330年），安轴创作了《关东别曲》和《竹溪别曲》，收入其文集《谨斋集》中。其中《关东别曲》描写的是他在出任江凌道官员期间的所见的关东各地景致。《竹溪别曲》描写的是他祖先曾居住过的丰基的一条溪流景致。高丽末期和朝鲜王朝初期，朝鲜文学又出现了权近的《霜台别曲》、卞季良的《华山别曲》、丁克仁的《不忧轩曲》、无名氏的《五伦歌》、《儒林歌》、《宴兄弟曲》等景几体歌。之后，这种诗歌形式就销声匿迹了。:297-299:25-26:142

#### 时调
时调是续乡歌、长歌、景几体歌之后朝鲜文学史上出现的一种具有民族代表性的定型诗歌形式。时调的出现是朝鲜国语诗歌发展的必然，是国语诗歌经过长期的发展、摸索而形成的适合朝鲜语语言特点和抒情风格，能够表现民族性格的可以歌唱的古典诗歌形式。时调由高丽文人创立，一开始就具有士大夫的文人格调，是符合儒学正统的国语诗歌形式，因此很快被高丽文人儒士所接受。时调是朝鲜文学史上存在时间最长的国语诗歌形式，并已发展成为至高丽末期以来国语诗歌的正统体裁。其在朝鲜文学史的地位相当于中国诗歌中的近代诗地位。至今，仍有人进行时调的创作，并有优秀作品出现。:299-307
时调由何人在何时首创，已经无法可证。统一新罗时期，乡歌成为国风，上至君王、贵族，下至普通民众都创作乡歌。但随着朝鲜语的变化和汉语在上层文人中的兴起，乡歌变得不适合时代要求。高丽时期出现了比乡歌更为自由的长歌。但高丽文人需要表达比民歌更加儒家思想的观念，于是出现了尝试将国语诗歌和汉诗相结合的景几体歌。但景几体歌大量使用汉字，形式过于呆板，而且太长，因此也不能满足要求。在景几体歌的影响下，高丽文人创作出了“作诗能唱”的灵活形式“时调”。虽然时调在形式上与景几体歌有着很大的不同，但在内容上都有文人情调。两者在形式一脉相承，音节数基本上都“34”调，先叙述后感叹，曲调基本固定。景几体歌使用大量的汉语词，时调并不排除汉语，而是使用汉语借词。两者最主要的区别是景几体歌一行由三个音步组成，而时调一行由四个音步组成。:299-300:143-144
时调篇幅短小，最初被称为“短歌”，以区别于“长歌”。时调由三行组成，分别叫作初章、中章和终章，起到“起”、“承”、“结”的作用。每章有四个音步，每个音步由三到五个音节组成。全篇音节不超过45个。终章第一个音步必须由三个音节构成，第二个音步是全篇最长的音步，必须由五个音节构成。终章开头有时也会带有感叹词或语气词:300:143。时调的唱法有五种，采用“语短声长法”，即段音节短唱，长音节长唱，使音乐符合语言的规律并加以放大:307-308。
现存的高丽时调是被收录于18世纪朝鲜王朝金天泽编辑的《青丘永言》、金寿长的《海东歌谣》和19世纪安玟英、朴孝宽编辑的《歌曲源流》等音乐古籍中的14首高丽末期作品。动荡的社会与政局使得这一时期的时调带有很强的政治性。高丽武将崔莹所做的《绿耳霜蹄》是首气势豪迈、表现报效国家勇武气概的作品。李穑的《白雪》通过乌云和梅花比喻高丽末年动荡的时局和自己皎洁的人格，表达出对国家前途的忧虑。而李存吾的《乌云》则以乌云比喻奸臣当道，遮盖了太阳，并发出严厉的质问。李成桂之子李芳远为了拉拢高丽重臣郑梦周，曾在宴席上作了一首《何如歌》，规劝郑梦周为哪个王朝尽忠效力都是一样。郑梦周听罢立即回了首《丹心歌》表达自己对高丽王朝的忠贞不渝。结果，郑梦周在回家的路上在开城善竹桥遇刺身亡。:301-303:144-146

#### 歌谣
高丽时期的民间歌谣不仅是乡歌和长歌两种。由于高丽文人对国语民歌的不重视，大多数的民间歌谣都没有被记录流传下来。现存仅有的几首高丽歌谣都是因为与政治时局有关，在历史典籍中作为说明材料而偶然流传下来:308。
见于《东国通鉴》卷二十五的《普贤刹谣》是首反映高丽武臣之乱的民谣：“何处是？普贤刹。随此尽，同刀杀！”毅宗二十四年（1170年），郑仲夫等武臣由于不堪毅宗和文臣的欺压，在毅宗和文臣到普贤刹游玩时，将寺庙包围，杀死所有文臣，随后又回京大肆屠杀文臣，并将毅宗废黜。该民谣记录了这个历史事件，并表达出对这场内讧的无奈之情。:308-309:124
《墨册谣》见于《文献备考·象纬考》是首嘲讽当时“墨册政事”的歌谣。高丽忠肃王时期，朝廷选官之权落在少数几个人的手中。贪官不根据才华而是依据所收受贿赂的多少来任命官职的高低。官吏的花名册因此改了又改，涂了又涂，成了黑墨册。歌谣《墨册谣》对此现象进行了辛辣的讽刺：我们干脆也把这墨册油油黑吧，好叫你再也涂改不了。可是今年麻子的收成太少，没那么多的油，真是没办法！:309-310:123
《阿也歌》是见于《文献备考·象纬考》的另一首歌谣：“阿也，麻古之那。从今去，何时来。”《东国通鉴》将其翻译为“岳阳，亡故之难。今日去，无时还！”。这是首讽刺高丽忠惠王的民谣。忠惠王生前对元朝卑躬屈膝，因起国内民众不满。该歌谣反映了忠惠王死于元朝岳阳县后，高丽人不但不悲伤，反倒感觉如释重负的心声。:319-311:123-124
《牛大吼》是首讽刺高丽恭愍王临战而逃，还不忘享乐的民谣：“牛大吼。龙离海，浅水弄清波。”高丽恭愍王十年（1361年），红巾军入侵高丽，烧杀掳掠，直指开京。恭愍王不但不应战，还逃到映湖楼乘船游览，引得湖岸上观者如堵。由于1361年是牛年，歌谣以“牛大吼”比喻外族入侵。“龙离海”是指恭愍王弃开城而逃。“浅水弄清波”是指恭愍王逃到小地方犹如离开大海的龙，醉生梦死地在浅水中嬉戏。:310:124

### 汉文诗歌
高丽前期汉文诗歌的代表人物主要是朴寅亮、金富轼、郑知常。朴寅亮（？-1096年）是高宗、文宗时期的文人。他曾在辽预入侵高丽时奉命撰写国表，劝说契丹人任放弃野心：“普天之下，既莫非王土王臣；尺地之余，何必曰我疆我理。”辽主见后，取消了原来的计划，平息了一场即将爆发的战争。1080年朴寅亮随户部尚书柳洪奉使入宋。据《高丽史·朴寅亮传》记载：“宋人见寅亮及觐所著尺牍表状题咏，称叹不置，至刊二人诗文，号《小华集》。”《小华集》后散佚，不过朝鲜初期的《东文选》等文献中收录有部分朴寅亮在中国期间创作的作品:313-314:124-125。金富轼出生于文学世家，因平定妙清之乱而权倾一时，曾掌高丽文坛数十年。金富轼有文集20卷，但都已失传。现存的金富轼诗歌作品仅有《大东诗选》、《东文选》、《破闲集》等收录的十几首。他的五古作品《结绮宫》是朝鲜现存较早的古体诗之一。金富轼的诗歌与郑知常齐名，两人都是高丽最早大力写七律的人，但两人风格很不同。金富轼的诗歌一般带有说教色彩，较为凝重。郑知常的诗歌则很灵活，唐诗韵味十足。在大多数高丽文人还在学习唐诗技巧的时候，郑知常已经创作出自己独特的风格。不过他在妙清之乱时被金富轼以串通叛贼的罪名处死后，人们几十年里都不敢在正式场合提及他，因此他的作品没有被整理成集，大多失传。但仅从散见于《破闲集》、《补闲集》、《东文选》的十几首郑知常的作品，人民就可以看到他在诗歌上的成就。他的诗歌以七律为最佳，被朝鲜历代诗人推崇。他的七律是高丽近体诗成熟的标志。《大同江》、《送人》、《月影台》、《开圣寺》、《春日》、《新雪》、《岭南寺楼》等都是他的代表作:316-323:76-79。
高丽中期，由于武臣专政，高丽文人纷纷隐居山林躲避迫害，并通过作诗表达对当时高丽政治的批判。明宗在位期间，高丽文坛出现了李仁老、林椿、吴世才、赵通、皇甫沆、咸淳、李湛之七人组成的文人团体“海左七贤”。。这是朝鲜文学史上的第一个汉诗流派。“海左七贤”的成员都是对武臣政权颇为不满的穷苦潦倒的下层文人，核心人物是李仁老。李仁老（1152-1221年）自幼就是孤儿，被一僧人抚养成人。他著有《银台集》20卷、《后集》4卷、《破闲集》3卷。其中《破闲集》是他在其它成员的建议下，为保护朝鲜民族诗歌遗产创作的朝鲜文学史上最早的诗话。:324-333:80-82
李奎报（1168-1241年）号白云居士，是高丽现实主义诗人，与崔致远和李齐贤被称为朝鲜文学史上的三大诗人，有“朝鲜李太白”之称:389。李奎报出身士大夫家庭，是位9岁就能写诗文的“奇童”。他为人耿直，因此仕宦途中屡遭贬谪，甚至被流放。直到晚年，李奎报因文章才被崔瑀提拔出任较高的职位，最后做到宰相。但他对官场已经厌倦，70岁时辞官返乡，72岁去世。在他晚年期间，他的儿子李涵将其作品编辑整理成《东国李相国集》41卷。在他去世后，李涵又将遗稿编辑成《东国李相国集后集》12卷。这53卷作品共收录有2000余首诗，500多篇文章是现存最早的高丽个人诗文集，也是当时朝鲜文学史上作品数量最多的一部个人文集。不过据李涵在《东国李相国集后集·序》中说，李奎报的作品“仅存十之二三”:347-387:86-98。李奎报初期的诗歌主要是历史题材的浪漫主义作品，比如长篇叙事诗《东明王篇》、《开元天宝咏史诗》、《三百零二韵诗》。出任官职期间，他的作品主要是反映农民疾苦，批评腐败政治的现实主义作品，比如《代农夫吟》、《新谷行》、《孀妪叹》、《闻国令禁农饷清酒白饭》、《自嘲入京后作》、《眼昏有感赠全履之》、《责猫》、《苦热》等。李奎报的晚年正值蒙古入侵高丽，在此期间他创作了一些爱国主义抒情诗，比如《闻官军与虏战捷》、《闻鞑靼人入江南》、《十月电》等:37-38}:86-98。

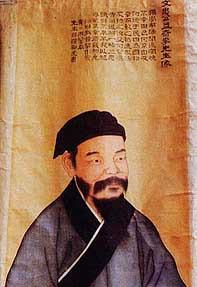
李齐贤

李齐贤（1288-1367年）号益斋，是续李奎报后高丽的又一位大诗人，俩人被称为高丽汉诗双壁。1313年，迷恋元大都生活的忠宣王回高丽将王位传给忠肃王。退位后的忠宣王于1314年元月返回元大都，更加沉迷于诗酒，经常邀请中国名士，但有时却窘于元朝文人的提问，于是召李齐贤入元作他的侍臣。李齐贤在元期间，广交中国名士，游览大江南北，作了许多诗词，也经常往返于高丽和中国元朝。1321年，在元英宗即位后，忠宣王遭人陷害被元英宗逼迫削发为僧，以学佛教为名流放吐蕃。李齐贤全力救助忠宣王。第二年，高丽权臣柳清臣和吴潜等人为巩固自己的势力献媚元廷，再次请求元朝在高丽设行省，将高丽并入元朝版图。为挽救高丽的独立性，李齐贤一方面劝诫柳清臣和吴潜等人勿忘国恩，一方面展开外交活动，多次上书元廷，最终使设行省之事无疾而终。此外他通过多次上书丞相伯住使元英宗下旨将忠宣王改为流放较近些的朵思麻。当年忠宣王被赦返回元大都。李齐贤留有文集《益斋乱稿》和稗说集《栎翁稗说》。《益斋乱稿》收录有270首诗、53首词和93篇散文。李齐贤的诗很含蓄，他的爱国诗不像李奎报那样直抒对入侵者的憎恨，或是大肆宣扬祖国的历史文化，而是大多以婉转、含蓄的方式来表达。一方面这是由于他在元朝人在屋檐下的处境，另一方面也是他的风格，代表作有《多景楼陪权一斋用古人韵同斌》、《黄土店》、《至治癸亥四月二十日发京师》、《白沟》、《送田孟耕赴任全罗道》等。李齐贤也非常擅长写景，代表作有《金刚山二绝—普德窟》、《山中雪夜》、《朴渊》、《八月十七日放舟向峨眉山》等。李齐贤是朝鲜文学史上为数很少的词人。在元代出汉族人外其它民族的文人很少能填词。据《全金元词》所述，如果把李齐贤当做域外人，少数民族词作者仅有9人37首作品，占元词数量的1%，而李齐贤的词就有53首，超过所有少数民族词人作品的总和，也超过汉族词作者人均创作数量。他的诗词不仅在朝鲜文学史上创作出新的高度，而且在元朝诗坛、词坛也占有重要地位（他在中国元朝创作的作品）。朝鲜王朝名臣柳成龙在《重刊益斋集跋文》中称：“高丽五百年间，名世者多矣。求其本末兼备，始终一致，巍然高出无可议焉者，唯先生有焉。” :389-415}:99-11019世纪末的金泽荣称他为朝鲜汉诗三千年来第一“大家”。:405
李穡（1328-1396年）号牧隐，是高丽晚期汉文文学成就较大的最后一位诗人。他十四岁时科举及第，后随父亲赴元，就读于元大都的大学。1353年，他参加元朝的科举考试中第二甲第二名，后被任命为翰林文学承仕郎。他回国后在高丽任要职，晚年曾一度遭流放。李成桂建立朝鲜王朝后，他被封爵，受到极高的尊重。李穡是高丽留诗最多的诗人，他的文集《牧隐集》收录有6000余首诗歌和300余篇文章。权近（1352-1409年）在《牧隐行状》中说他：“凡为文章，操笔即书，如风行水流，略无凝滞，而辞义精到，格律高古，浩浩滔滔如江河注海。”他的代表作品有《演福寺》、《高歌》、《蚕妇》、《骊江迷怀》、《浮碧楼》等。:341-343:111-120

### 散文

#### 传记
传记是高丽散文中的重要文学遗产之一。高丽官修正史《三国史记》在体例和思想内容方面都是遵循正史的原则所修。但《三国史记》与中国的《史记》一样都是以塑造人物为写作方法，以教化为原则，以道德精神为取人标准，而不是像一般的中国正史那样以纪实为写作方法，以对历史贡献的大小为取人标准。这使得《三国史记》有了其它一般正史所不能及的文学价值。《三国史记》的“列传”是最具文学价值的部分。其“本纪”部分也有很高的文学价值。“本纪”部分中用于描写君主的文字占到了全书的9%，远高于中国正史的比例，保存了大量的历史故事，塑造了仁义的赫居世、儒雅的真兴王、先知的善德王等性格丰满、层次丰富的君主形象。其塑造方法很接近文学形象的方法。:432-437:149-150
《三国史记》列传部分大多是有关朝鲜三国时期和统一新罗时期的政治或军事人物，主要有《金庾信传》、《乙支文德传》、《朴堤上传》等。《金庾信传》共三卷是《三国史记》中最长的列传。它是金富轼根据金庾信玄孙金长清所作的《金庾信行录》删减，整理而成，记录了在朝鲜三国统一大业中发挥重要作用的金庾信将军的一生事迹。《乙支文德传》是有关高句丽将军乙支文德在反抗隋朝的战争中所建立的不朽功勋。《朴堤上传》写的是新罗政治和外交家朴堤上通过妙计将新罗王的弟弟从倭人手中救出，自己却死于倭人酷刑的事迹。《三国史记》的列传中也有些以平民百姓为主人公的，比如《都弥传》、《薛氏传》、《知恩传》等。《三国史记》中还有些包括《崔致远传》、《强首传》、《金生传》等有关于文人学者的传记，但这些传记只是提供若干历史资料，文学价值不大。:149-150:432-437
高丽时期内容较好的传记作品还有李奎报的《卢克清传》、《赵冲传》，李齐贤的《金公行军记》等。《卢克清传》附于《明宗实录》中，写的是一位官职卑微的卢克青清正廉洁，两袖清风的故事。《赵冲传》是有关高宗时期文武双全的宰相赵冲与外敌周旋取得胜利的故事。李齐贤的《金公行军记》是有关金就励五年率兵抵抗外敌的故事。此外，高丽还有两篇歌颂爱国妇人的传记，《裴烈妇传》和《烈妇崔氏传》。:155:82

#### 赋与骈文
赋是高丽科举考试的主要内容之一。这使得写文作赋成为高丽文人的基本技能。高丽最为流行的赋体是骈赋。高丽的骈体文主要是应用文。许多高丽的表、状、书、铭等公文都是用骈文写成。高丽忠恵王年间，崔瀣所编纂之《東人之文四六》（1338年）收录了高丽中叶以前的骈文、骈赋。虽然现在只有一小部分流传下来，但仅从现存的数十位作家的400余篇文章中就可看出高丽赋与骈文的兴盛，主要代表作有金富轼的两篇赋骈体赋《哑鸡赋》和《仲尼凤赋》，李奎报的6篇古体赋和骚体赋《畏赋》、《梦悲赋》、《放蝉赋》、《祖江赋》、《春望赋》、《陶罌赋》，崔滋的大赋《三都赋》，李穡的2篇古文赋《雪梅轩为日本释允中庵作号息牧叟》、《观鱼台小赋》，郑枢的骚体赋《六友堂赋》，以及郑道传的《阳村赋》、《墨竹赋》、《梅川赋》，李承休的《旦暮赋》，李达衷的《础赋》、《思亭赋》等。:485-489
金富轼是留有作品的最早高丽赋作家。他的《哑鸡赋》在描绘了一个肃杀的环境下，对鸡不按天性鸣叫发出了警告，使人感觉内有寓意。崔滋的《三都赋》是篇爱国大赋，存于《东文选》中。中国西晋文学家左思为了超越东汉班固的《两都赋》和张衡的《二京赋》，花了10年的时间创作出了名篇《三都赋》，引得当时的人们争相传抄，以致洛阳为之纸贵。《两都赋》、《二京赋》和左思的《三都赋》都是通过对比当朝和前朝的首都，来褒扬当朝的首都和政治制度。但崔滋的《三都赋》却具有更为复杂的内涵。高丽时期，开京与西京之争由来已久，开京和西京出身的官员都有很强的地域概念。仁宗时期发生的妙清之乱就是因为妙清主张迁都西京未果而引发的。蒙古入侵高丽时期，江华岛成为高丽的临时国都，被称为江都。崔滋的《三都赋》创作于江都时期，通过西都辩生、开京谈叟和江都正议大夫三人的主客问答的方式展开描写。三人分别夸赞高丽的西京、开京和江都三个都城和相应的制度。崔滋在《三都赋》描绘了三都优美的景色和繁荣的经济文化，并通过三人的相互辩驳，批判了三种错误，提出自己的立国主张。第一是批判“应谶立国”的观念，提出“祖圣龙兴，应天顺人，非以地理图谶之荒唐”的观点；第二是批判“以险立国”，提出“固国不以山河，在德不在险”；第三是批判沉醉宴乐的态度，提出“凡政理清平，皆由俭始”。这些观点都直接针对高丽统治者在蒙古入侵期间依仗江华岛天险消极应战，不顾民生疾苦横征暴敛以满足自己享乐的腐败行径，有着极强的现实意义。:486-488

#### 拟传体散文
拟传体，又称假传体，是一种以物为主人公，通过拟人化的手法，仿照正史列传的写法，为其立传的特殊散文形式。拟传体在《庄子》等中国前秦典籍中就已经见端倪，但在中国没有充分的发展。不过，拟传体传人朝鲜后，却形成了相当的规模。仅高丽时期流传下来的作品就有林椿的《麴醇传》、《孔方传》，李奎报的《麴先生传》、《清江使者传》，李允甫的《无肠公子传》，李穀的《竹夫人传》，李詹的《楮生传》，息影庵的《丁侍者传》等。朝鲜王朝时期又出现了丁寿岗的《抱节君传》、权韠的《郭索传》、张维的《冰壶先生传》、李德懋的《管子虚传》、柳本学的《鸟圆传》等拟传体作品。这些拟传体散文为后世朝鲜小说特别是寓言小说的发展也起到了积极的作用。:492:64:130
朝鲜民族的性格有着风趣幽默的一面，在传统民间文学中，寓言很发达。拟传体散文很符合朝鲜民族的精神和艺术表达习惯。统一新罗时期薛聪的《花王戒》就是拟传体散文的雏形。高丽时期史传文学的成熟也为拟体散文提供了良好的发展基础。此外，高丽散文一直热衷于学习以唐宋八大家为代表的中国散文，韩愈的拟体散文《毛颖传》因此对高丽拟体散文的发展起到了很大的影响。另外，高丽拟体散文多出现在高压的武臣执政时期，高丽文人对政治都是敢怒不敢言，拟体散文成了高丽文人表达对社会不满的一种方法。由于这些原因，拟传体散文在高丽出现了蓬勃的发展。:493
林椿的《麴醇传》、《孔方传》是两篇有很强批判性和现实性的作品，前者写酒，后者写钱，是现存高丽最早的拟体散文。作者借物寓意，通过总结酒和钱历史功过，鞭挞了统治者的贪婪无耻，抒发自己对高丽当时武臣统治的愤恨。受这两篇文章的影响，李奎报后来也仿作了一篇《麴先生传》。李奎报的另篇《清江使者传》以龟为主人公，表达世道险恶，谨慎处世的观点。李允甫的《无肠公子传》是篇写螃蟹的讽世劝人的文章。李穀的《竹夫人传》以拟人的方法描写了一位默默奉献，守节执贞的竹几美女，李詹的《楮生传》以纸为主人公，对纸的应用历史做了总结。息影庵的《丁侍者传》写的是丁字型手杖，情趣盎然。:494-497:54-63:130-131

#### 稗说体散文
稗说体散文是高丽后期出现的类似笔记类的文学体裁。稗说体散文围绕诗人、诗句，记述大量的逸闻趣事，传说，期间夹杂着作者的评论。稗说体散文为朝鲜后世小说的出现起到了推动作用。现存高丽稗说体文集有李仁老的《破闲集》，崔滋的《补闲集》，李奎报的《白云小说》和李齐贤的《栎翁稗说》四部。除了诗歌外，稗说体散文还记载了许多有关文、赋、对联、酒令等其它文学体裁，以及书法、绘画等艺术门类的轶事。:497-506:65-74
《破闲集》由“海左七贤”集体创意，李仁老执笔，完成于李仁老晚年，分为上、中、下三卷，近2万字，收录文章83则。李仁老的儿子李世黄在《破闲集》“后尾”说《破闲集》的创作动机一是为保存朝鲜诗歌遗产，二是为闲暇或因闲而病的人们提供“破闲之资”。《破闲集》不以阐明事理或记叙事件为目的，因此结构、章法没有一定之规，全篇既没有“分章表目”，也没有在特定的部分另立体系。《破闲集》的内容主要是记述诗歌创作过程中发生的鲜为人知的诗话，对诗歌的品评，以及与诗歌有关的琐事和古老故事。:67-68:498
《补闲集》，原名《续破闲集》，是《破闲集》的补遗之作，作者是“海东孔子”崔冲之六世孙崔滋（1186-1260年）。《补闲集》也分为上、中、下三卷，145则，字数是《破闲集》的两倍。其体例与《破闲集》一样只是对不同事实的连缀性记录，没有分章表目，也没有整体结构上的细心考虑。《补闲集》在内容上与《破闲集》类似，不过在上卷的开头有《破闲集》所没有的称颂高丽太祖、光宗、成宗致力于文治的赞美之辞。:68-69:498
李奎报所作的《白云小说》与李仁老的《破闲集》和崔滋的《补闲集》一样都是没有一定之规，叙事非常随意的稗说集。《白云小说》有6000左右字，记述了从朝鲜三国时期到高丽前期的诗人轶事，其中李奎报对自己诗歌作品的议论占有相当的比重。《白云小说》是朝鲜文学史上首次以“小说”一词为名的个人作品集。不过此处的“小说”一词，并非小说文学体裁。:70-72:498
《栎翁稗说》是李齐贤在忠恵王末期所作的稗说集。《栎翁稗说》分为前后两编，共有四卷。前编记述各类历史掌故、名人轶事，后编则对汉诗的品评，从中国诗歌到朝鲜汉诗。与其它三部高丽稗说集相比，《栎翁稗说》中诗话、诗评的内容并不多，而具有叙事性的内容却占有很大的比例:72-73:498。朝鲜文学史中的“稗说”一词始于李齐贤的《栎翁稗说》，不过，李仁老的《破闲集》被认为是稗说的开始:65。

### 民间文学
传下来的高丽民间故事数量不多，主要被记载于历史地理文献和稗说体著作中。姜邯赞的故事是高丽广为流传的传说。崔滋的《补闲集》记录了显宗称赞高丽抗辽名将姜邯赞的一首诗，并对姜邯赞的故事进行了描述，加入了民间有关姜邯赞的传说。这是现存最早的姜邯赞故事版本。民间传说中为了纪念姜邯赞，给他的出生蒙上了一层神秘的色彩，说他是文曲星下凡。其实他的父亲是高丽开国功臣之一的弓珍。崔滋在《补闲集》中也对此作了说明。之后出现的姜邯赞故事增加了更多神秘色彩。比如朝鲜王朝初期成倪的《慵斋丛话》添加了姜邯赞用神力消除虎患的故事。在口头流传的故事中，姜邯赞的故事更为离奇，说姜邯赞的父亲原本有生100个儿子的命，姜邯赞是他在与99位女子结婚后，没有生下儿子的情况下，与狐女结合而生，是100个儿子合成的，因此拥有神力。还有故事说姜邯赞是星宿下凡，原本是位天下无双的美男子，但他认为太英俊难以成大事，就让麻神在他脸上刻了许多的麻子，成了丑陋的人。:520-521
高丽还有一则有关朴渊瀑布的民间故事，记载于《东国兴地胜览》中。朴渊瀑布是位于朝鲜开城北部的一处风景名胜，是“松都三绝”之一，与金刚山的九龙瀑布和雪岳山的大胜瀑布一起被称为朝鲜半岛三大瀑布:58。据说有一位姓朴的进士在渊边吹笛。居住在渊低的龙王女儿，听到笛声后，被深深打动，于是浮出水面向朴进士表达爱意。龙女后将朴进士带入水中的龙宫。朴进士的母亲见儿子久出不归后，找到瀑布下，不见儿子，而痛哭失声，投身潭中而死。之后，人们把这个瀑布称为朴渊瀑布，称那个潭为姑母潭（老妪潭）。包括李奎报、李齐贤]等许多朝鲜文人都写过有关朴渊瀑布及其传说故事的诗歌。:521-522:58-59

## 朝鲜王朝时期
朝鲜王朝时期是文学创作的繁荣时期。训民正音的发明为朝鲜国语文学开始了新的起点。高丽末期出现的时调从最初的士大夫阶层扩展到了朝鲜社会的各个阶层，并发展出“平时调”、“辞说时调”、“於时调”多种形式。与此同时，歌辞作为“长歌”形式也成为与时调并行发展的国语诗歌体裁，朝鲜王朝后期还出现了形式更为灵活的“杂歌”。朝鲜王朝时期的汉文诗歌的创作也蓬勃发展:974-1021。1918年，文士张志渊将朝鲜文人的汉诗进行了收集、整理，并以《大东诗选》为名出版，成为朝鲜文学史上规模最为庞大的汉诗集:1065。散文在朝鲜王朝时期呈现多样化的发展态势，并出现了国语散文。朝鲜叙事文学的发展，训民正音的发明，城市平民读者群的形成，以及中国小说的流入，促使小说这种文学体裁在朝鲜王朝时期兴起，成为朝鲜文学史上具有跨时代意义的事项:759-794。

### 国语诗歌

#### 建国颂歌

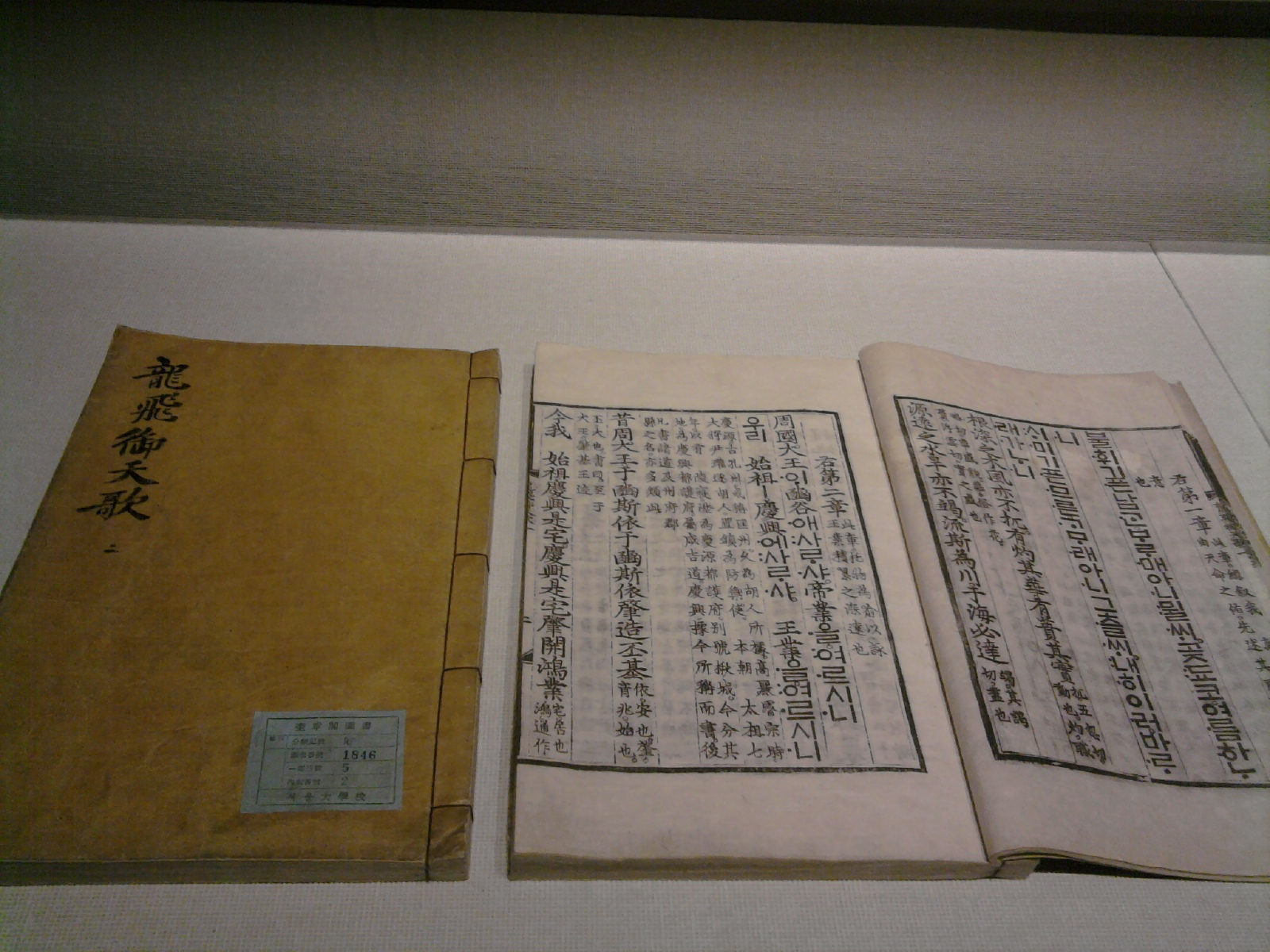
在博物館展示的龍飛御天歌

朝鲜王朝成立初期，统治者为了取得民心，粉饰太平，鼓励士大夫创作歌功颂德的建国颂歌。为便于理解和传播，有些颂歌使用了国语。这些颂歌主要被收录于《乐学规范》和《乐章歌词》，主要包括郑道传的《纳氏歌》、《新都歌》、《文德曲》、《靖东方曲》，权近的《霜台别曲》，卞季良的《华山别曲》，郑麟趾等人的《龙飞御天歌》等。:550:177
《纳氏歌》是首颂扬李成桂击退元朝余党纳哈出功绩的诗歌。《靖东方曲》歌颂的是李成桂威化岛回军给朝鲜带来的太平盛世。《新都歌》则是首赞美朝鲜新首都汉阳美丽景致的国语诗歌。《文德曲》由《开言路》、《保功臣》、《正经界》和《定礼乐》四章组成，通过颂歌的形式，表达作者所希望的理想治国之道，包括广开言路，多纳各方忠言，优待建国功臣以巩固新的基业，保障百姓的生产生活，不肆意掠夺，制定礼乐制度以加强统治秩序等。:550-552
《霜台别曲》和《华山别曲》是两首景几体诗歌。《霜台别曲》中的“霜台”指的是朝鲜监视官吏的中央机构“司宪府”。《霜台别曲》共有五章，通过描写司宪府的威严及其职能来颂扬朝鲜王朝的伟业，同时表达了作者作为司宪府一员的自豪之情。《华山别曲》中的“华山”是汉阳附近三角山的别称，也用来指代汉阳。该诗共分八章，在称赞汉阳美景的同时，称颂朝鲜王朝以民为本，以德治国，并祝愿国家繁荣昌盛，国泰民安。:554-555
《龙飞御天歌》是郑麟趾等人奉朝鲜世宗之命在《训民正音》之后所创作的长篇叙事诗，朝鲜文和汉译文对照，是朝鲜文字创制后的第一首国语诗歌。《龙飞御天歌》共有125章。其中第1章为全诗总序，第2章为颂扬朝鲜王朝伟业的序曲，第3-109章通过先吟咏中国古代帝王的业绩再颂扬朝鲜王朝伟业的形式，表现朝鲜的国家大业与中国一样的伟大。第110-124章是对以后将执政的君王进行的规谏。第125章为终曲。《龙飞御天歌》之后，朝鲜世宗创作了另外一首长篇叙事诗《月印千江之曲》。这首诗的诗歌形式和表现手法上与《龙飞御天歌》很类似。世宗为超度昭宪王后的亡灵，让其二子首阳大君依据《释迦谱》、《法华经》用朝鲜文撰写《释谱详节》，而后他亲自在此基础上创作了这首佛教国语诗歌。该诗全诗已失传，仅残存一部分。:552-553:178:125-128

#### 时调
高丽末期出现的时调进入朝鲜王朝时期后得到了飞跃的发展。训民正音的发明，以及朝鲜君王用朝鲜文创作宫中大典和宗教仪式诗歌，对国语诗歌的创作起到了推动作用。朝鲜王朝前半期，士大夫的时调创作空前繁荣。这也使得朝鲜社会下层对时调产生兴趣，从而使时调创作出现向社会各阶层发展的趋势。:558-559:179
朝鲜王朝初期，高丽遗臣创作了一些怀念旧王朝的时调，比如元天锡的《兴亡》、吉再的《五百年都城》等。新王朝成立后，朝鲜政局相对稳定，社会、经济、文化发展迅速。一些士大夫创作了《治理天下》（卞季良）、《江湖四时歌》（孟思诚）等歌颂朝鲜王朝“太平盛世”的时调作品。其中孟思诚的《江湖四时歌》首次采用了连时调（几首时调组合）的形式，并开启了朝鲜王朝前半期山水田园文学的先河。朝鲜王朝爱国将领也创作了一些表现英雄豪迈气概的时调作品，比如金宗瑞的《朔风》、《长白山》，南怡的《拔出长剑》等。:560-561:179-181
15世纪50年代，世祖发动宫廷政变，篡位夺权。在许多忠义的大臣眼中，世祖的行为是有悖于儒家正统观念的不义之举。他们策划了端宗复位，但遭到世祖一派的残酷镇压。其中有人罹难，有人幸免，出现了“死六臣”和“生六臣”。在此期间，朝鲜文学史上出现了一批抒发对端宗留恋之情和忠义之节的时调作品。李垲在其所作的《房中》中通过房中燃烧的蜡烛形象表达了自己与端宗永别的悲痛心情。成三问在其所作的《此身》中则以不畏严寒的蓬莱松比喻自己威武不能屈的忠贞气节。《昨夜》是武将俞应孚所作的另一首有关此事件的时调。他以寒风和雪霜比喻首阳大君一派的恶势力，以凋零的花骨朵比喻端宗复位的失败，表达了作者对端宗复位失败的痛心之情。王邦衍的《遥遥千万里》也是与世祖篡位有关的一首时调。1457年，世祖赐毒给端宗，并命时任禁府都事王邦衍把毒药送给被流放到江原道宁越的端宗。端宗饮药而亡。在返回的路上，王邦衍心里充满了对端宗的歉意与留念。夜行到江边时，他听到“呜咽”的江水声，心中异常痛苦，创作出这一时调。后来世祖势力衰败时，王邦衍的子孙靠这首时调而免遭株连。:561-563:181-182
朝鲜王朝前半期，统治者为了在百姓中传播儒家道德理念与伦理规范，创作了一些宣扬伦理道德的国语诗歌，即“训民歌”。其中有不少是士大夫创作的时调。周世鹏创作的《五伦歌》通过对日常生活的描写，倡导君臣、父子、兄弟、夫妇、朋友之间的应尽道义。《老者》是郑澈所作的有关敬老思想的一首时调。杨士彦的《泰山》并没有直接宣言儒家伦理道德，而是激励克服困难，勇攀高峰的精神，至今广为流传。:564-565:183
山水田园文学开始于15世纪中叶孟士诚的《江湖四时歌》和丁克仁的《赏春曲》等国语诗歌。燕山君执政后，士祸和党派斗争日趋激烈，许多士大夫遵循所谓“天下有道则仕，无道则隐”的原则，为了明哲保身隐居乡间。进入16世纪，山水田园文学开始形成潮流，一直持续到17世纪中叶。在此潮流当中，朝鲜文学出现了许多优秀的国语诗歌作品，其中以时调居多。主要代表作有李贤辅的《归去来》、《龙岩》、《渔父歌》，李滉的《陶山十二曲》，权好文的《闲居十八曲》，宋纯的《俯仰亭歌》，李珥的《高山九曲歌》，郑澈的《岭外》，申钦的《功名》、《山村》，李明汉的《晨星》，金光煜的《三公》、《邻居》、《陶锅》、《崔老大》等:559-574:186-191。时调大师尹善道使这股潮流达到顶峰。《海东歌谣》的编者金寿长曾评价他说“此翁歌法，脱垢清高，吾观此，则难登万丈之峰。”尹善道的主要代表作有《山中新曲》、《渔父四时词》等:250-251。
16世纪末至17世纪上半叶，朝鲜王朝经历了壬辰倭乱和丙子胡乱两次空前灾难。外敌入侵使朝鲜国民爱国情绪高涨。这一时期出现了一些抒发爱国情怀和英雄气概的时调作品。朝鲜抗倭将领李舜臣的《闲山岛》，壬辰战争义兵将领金德龄的《火起春山》，抗清英雄林庆业的《力拔山》，李明汉的《楚江渔夫》、《梦中路》、《朴堤上》，金尚宪的《别了，三角山》、《南八》，李廷焕的《悲歌》，洪翼汉的《首阳山溪水》都是这一时期爱国主义时调的代表作。与此同时，朝鲜也出现了一批反对党派纷争的时调作品，主要代表作是李德一的《忧国歌》（28首）。:574-576:245-249
朝鲜王朝前半期，时调在士大夫中的流行，使得与士大夫交往密切的妓生也受到影响。起初，妓生只是为迎合士大夫的高雅情趣歌咏或酬唱和答，后逐渐发展成自我创作。妓生的时调作品风格独特，有些成为脍炙人口的佳作。妓生创作的时调主要以爱情为题材，代表作包括黄真伊的《冬至月》、《我何曾》、《青山里》，李梅窗的《梨花》，洪娘的《野柳》，千锦的《山村夜》。除了爱情时调，妓生也创作了其它题材的时调作品。比如17世纪的妓生松伊创作的《松》，是表现作者坚决维护人格尊严的时调作品。:577-580:184-185
17世纪下半叶，时调开始在平民阶层流行。这些平民创作的时调，绝大部分没有留下作者的名字。与士大夫的时调相比，平民创作的时调作品感情更为丰富，思想观念更为开放，多采用“辞说时调”或“长型时调”。时调最原始、最基本的形态是“平时调”或“短型时调”。平时调精炼、规范，是受汉文律诗熏陶的士大夫文人所热衷的时调形式。辞说时调是平时调的一个变形，出现在朝鲜王朝的初期。卞安烈的《不屈歌》，高应陟的《大学》（25首）中的三首，郑澈的《将进酒辞》等都是早期在士大夫作品出现的辞说时调。不过，士大夫创作的辞说时调数量很少。朝鲜王朝后半期，随着朝鲜社会经济的发展，辞说时调开始在平民阶层广为流行。与平时调相比，辞说时调虽然仍保持着三章的结构，终章开头也以三个音节组成，但句子数目要多。平时调一般每章都是两句，而辞说时调则至少有两章的句数超过两句，中章较长，对话形式较多，在抒发情感方面比平时调更为自由。除辞说时调外，时调还有另外一种变异形式“於时调”或““中型时调”。於时调在初章或中章中添加一个句子，而终章保持不变。与平时调相比，於时调变异程度较小，作品数量也很少。:580-582:255:26}:975-976
英祖执政期间，朝鲜王朝出现了平民国语诗歌创作团体。时调团体不仅创作时调，而且还收集、整理和出版时调集，为时调的繁荣起到了推动作用。“敬亭山歌坛”是以金天泽和金寿长为中心的平民诗歌团体，是时调发展史上一个举足轻重的重要流派。1728年，金天泽编纂了朝鲜文学史上的首部综合性国语诗歌集《青丘永言》。《青丘永言》收集了自高丽末期以来350年的时调作品，是当时朝鲜规模最大的诗歌集。金天泽只做过官职卑微的“捕校”，但耳闻目睹了官场的是非颠倒。他的时调作品有着道家情调，多为笑傲山林江湖之作。主要代表作有《山林乐》、《江湖归》、《我做主》、《醉酒歌》、《三学士》、《惜寸阴》等。“敬亭山歌坛”的另一位代表人物金寿长在1763年编纂出版了《海东歌谣》，收录了883首时调。金寿长的代表作包括《春意兴》、《花开洞》、《安贫乐》、《君子节》、《庆会楼》、《洗剑亭》、《皆一色》等。金天泽和金寿长被称为“敬亭山两翁”:987-1011:301-303。1876年，朴孝宽及其门生安攻英合编了时调集《歌曲源流》。《青丘永言》、《海东歌谣》和《歌曲源流》是朝鲜王朝的三大歌谣集。此外还有《古今歌曲》、《东歌选》、《南薰太平歌》、《瓶窝歌曲集》、《客乐谱》等:976:309。

#### 歌辞
歌辞是在时调出现后不久产生的，与时调并驾齐驱的另一种重要的国语诗歌体裁。时调在诗歌形式上属于短歌，歌辞属于长歌。歌辞自由度很高，不分章节，不限长度，但也和时调一样，每行由两句构成，每句由两个音步组成，每个音步有三四个字组成。作为一种长歌形式，歌辞对文字的依赖性很强。因此，训民正音的发明对歌辞的发展有着重要的意义。:582-583:32:194
歌辞最初是高丽末期僧人向民众宣扬佛教的诗歌形式之一，其发轫之作是懒翁和尚（1320-1376年）的《僧元歌》。但歌辞被作为一种国语诗歌体裁确立下来则是朝鲜王朝士大夫所为。一般认为，成宗年间（1470-1494年）丁克仁（1401-1481年）的《赏春曲》是歌辞的开山之作。《赏春曲》是首山水田园歌辞，与孟士诚的时调《江湖四时歌》一起，是朝鲜王朝前半期山水田园诗歌的嚆矢。在此之后，朝鲜文学出现了《俛仰亭歌》（宋纯）、《星山别曲》（郑澈）、《江村别曲》（车天辂）、《芦溪歌》（朴仁老）、《莎堤曲》（朴仁老）、《月先轩十六景歌》（辛启荣）、《牧童问答歌》（任有后）、《渔民歌》（尹尔厚）、《乐隐别曲》（南道振）等大批山水田园作品。:582-584:32:194
除山水田园歌辞外，朝鲜王朝前半期的歌辞还有以流放生活为背景的流放歌辞（比如曹伟的《万愤歌》，李绪的《乐志歌》，宋畴锡的《北关曲》等），记载旅行见闻的纪行歌辞（比如白光弘的《关西别曲》，柳命天的《燕行别曲》，朴权的《西征别曲》等），以战争和战后建设为题材的战事歌辞（比如杨士俊的《南征歌》，朴仁老的《太平词》和《船上叹》，崔晛的《龙蛇吟》等），以及宣扬道学生活的道学歌辞（比如李滉的《退溪歌》、《琴谱歌》、《道德歌》，赵植的《劝善指路歌》，李珥的《乐贫歌》、《自警别曲》等）。:586
郑澈和朴仁老是朝鲜王朝前半期的两位最著名的歌辞大师，被称为朝鲜歌辞双壁。郑澈，号松江，是湖南诗坛的中坚人物。他的歌辞和时调作品主要收录于《松江歌辞》中。《松江歌辞》是朝鲜文学史上第一部用韩文编纂的个人诗歌集，分为《星山别曲》、《关东别曲》、《思美人曲》、《续思美人曲》四篇构成。其中《星山别曲》是山水田园歌辞，《关东别曲》为纪行歌辞，先后《思美人曲》为流放歌辞。朴仁老号芦溪，是续郑澈后的另一位歌辞大师，也是朝鲜的爱国诗人。他的作品主要收录于《芦溪集》，其中包括8篇歌辞和60首时调。这8篇歌辞包括《太平词》、《船上叹》、《沙堤曲》、《陋巷词》、《陶山歌》、《独乐堂》、《岭南歌》、《芦溪歌》。:594-602:33-34
朝鲜王朝后半期，歌辞的题材得到进一步的扩大，创作队伍也扩大到社会的各个阶层。歌辞也从原来的注重抒情向叙事方面转变。朝鲜王朝女性社会地位低下，平日足不出户，很难自由参加社交活动。闺房歌辞成为朝鲜女性抒发内心苦闷的一种形式。逢年过节，朝鲜女性可以举行歌会，朗诵自己的歌辞作品。闺房歌辞主要以宣扬封建伦理道德（比如《戒女歌》、《规行歌》等），抒发苦恼和寂寞心情（比如《惜别歌》、《十仗歌》、《闺怨歌》、《老处女》、《思亲歌》等），反映人情世态、风俗习惯、游戏、咏景（比如《春游歌》、《花煎歌》、《庸妇歌》）等为内容。:1020-1022:34:315-316
纪行歌辞是朝鲜王朝后半期歌辞的重要类型之一。朴淳愚的《金刚别曲》，无名氏的《香山录》是有关作者游览金刚山和妙香山的纪行歌辞。1763年，金仁谦跟随朝鲜英祖派往日本的使节团，东渡日本。他归国后，以自己在日本的所见所闻创作了长篇纪行歌辞《日东壮游歌》。这部歌辞共有8243句，5万余字。1866年，洪淳学作为书状官，陪同朝鲜赴中国燕京的使节柳厚祚出使中国。他以在中国的经历创作了长篇纪行歌辞《燕行歌》。该部作品有3782句，3万余字。:1024-1034:310-315
随着时调、歌辞向社会下层的发展，朝鲜王朝后半期在说唱艺人群体中出现了“杂歌”形式。杂歌不拘泥于歌辞三四调和四四调的音律模式，而是多种音节相互交错、配合，可长可短，能灵活地表现复杂的社会生活，因此受到市民阶层的欢迎。杂歌有着浓厚的地方特色，按地区分为京畿杂歌、西道杂歌和南道杂歌。:1011-1012:320-321

### 汉文诗歌
朝鲜王朝成立后，朝鲜形成了勋旧派和士林派两个政治势力。勋旧派是朝鲜王朝的开国有功一派，操纵政治大权，占有大量土地。士林派则是代表地方士大夫宣扬程朱理学的另一派。成宗执政后，为巩固统治，牵制勋旧派，开始任用以金宗直为代表的士林派，两派间的矛盾日益尖锐。16世纪60年代，曾发生多次勋旧派血腥镇压士林派的“士祸”。两派在文学观念上也存在对立。勋旧派士大夫讲究言辞文采，被称为“辞章派”。士林派被称为“道学派”，主张文学的根本在于“道”，反对追求华丽的辞藻。辞章派的代表人物是徐居正。在他之后，辞章派出现了被称为“海东江西派”的朴訚、李荇、卢守慎等诗人。道学派的诗歌创作开始于金宗直的弟子郑汝昌和金宏弼。之后，道学派先后出现了赵光祖、李滉、李珥等人。其中，李滉和李珥被誉为朝鲜王朝儒学双壁。:676-686
朝鲜王朝初期，朝鲜汉文诗坛一直延续高丽时期的推崇宋诗的风气。朝鲜诗人最初是学习苏东坡。15世纪后半期，以黄庭坚、陈师道为代表的江西诗派开始受到朝鲜诗人的青睐。江西诗派注重诗歌创作技巧，认为虽然天赋对诗歌的创作固然重要，但专心研究作诗技巧也能写出好的诗歌。这导致朝鲜王朝前期诗坛出现只注重技巧的形式主义弊端。16世纪中叶，朴淳等人开始批评辞章派过度追求创作技巧的做法，提出“诗回唐朝”，使学习唐诗成为朝鲜诗坛的主流。朝鲜诗坛出现了“三唐诗人”（白光勋、崔庆昌、李达）。:687-688
“三唐诗人”之后，朝鲜诗坛出现了一位大诗人权韠（号“石州”）。现存权韠的汉诗有800多首。权韠的父和兄长们都是知名诗人。他9岁时就写出长篇古诗《驱车儿》。他一生大部分时间都以布衣身份渡过，他认为科举制度是派系和权势争斗的一种手段。权韠从小同情劳苦大众，他的诗歌中有许多反映民生疾苦的现实主义作品，比如《春尽无雨四月初有作》、《送李安讷出守端川》、《切切何切切》、《咏史》等。壬辰倭乱期间，权韠赴前线抗敌，并写下《高判书敬命改葬挽章》、《梦得一小册乃金德龄诗集也》、《九日对酒作》、《贼退后入京》等许多爱国诗篇。权韠所处的时代是朝鲜王朝党派斗争最为激烈的时期，在他的诗歌中有不少表达诗人对权力争斗讽刺、憎恶之情的作品，比如《斗狗行》、《忠州石》等。他所作的讽刺光海君执政期间朝廷混乱的诗歌《宫柳诗》，使他在1612年招致“诗祸”，被杀，年仅43岁。权韠著有文集《石洲集》。他的挚友溪谷张维在《石洲集》序文中称“石洲之诗，谈者谓百年来所未有，此只以诗论也。”:728-738:40:264-268
朝鲜王朝中期由于壬辰倭乱和女真的两次入侵使朝鲜国力受到很大的破坏。朝鲜文人对程朱理学的清谈空论进行了反省，主张“经世致用”、“利用厚生”、“实事求是”的实学派思想兴起。实学派文学也应运而生:1238-1247。丁若镛（1762-1836年）号“茶山”、“与犹堂”，是实学派的一位代表性思想家和现实主义诗人，是续李奎报之后，成就最高的现实主义诗人，有“杜甫还生诗人”的美誉。丁若镛有《与犹堂全书》留世，其中收录有2400余首汉诗。丁若镛创作了许多反映百姓悲惨生活的诗歌，比如《饥民诗》、《夏日对酒》、《苦雨行》、《哀绝阳》等。《波池吏》、《龙山吏》、《海南吏》（“三吏”），以及《石隅别》、《沙泙别》、《龙潭别》（“三别”）是丁若镛仿照杜甫的《三吏三别》创作的揭露腐败残暴封建官吏的汉诗，此外还创作了鞭挞官僚鱼肉百姓的“三行”（《狸奴行》、《猎虎行》、《僧拨松行》）:1278-1293:40:396-404:76。
实学派文学代表人物之一朴趾源（1737-1805年）的四位弟子朴齐家、李德懋、柳得恭、李书九被称为朝鲜王朝后半期的“四家诗人”。这四位诗人友谊深厚，曾在汉城白塔进行诗文创作与交流，因此也被称为“白塔诗派”。柳得恭的叔父柳琴（1741-1788年）将四人的的作品编纂成《韩客巾衍集》（又称《四家诗集》）。1776年，柳琴作为副使徐浩修的随行人员入清。期间，他拜访的清朝文学家李调元，并请求其为《韩客巾衍集》作序。李调元非常友好地为这位不请自来的客人写了序。此外，名士潘庭筠也为该诗集写了序。他与李调元一起对“四家诗人”的作品进行了评价，并以《笺注四家诗》为书名出版。两人对“四家诗人”的作品给予了高度的评价，使其不仅在朝鲜，在中原也产生相当的影响:1294-1295:394-395。清朝礼部尚书《四库全书》总编纂官纪昀曾用绢写下“偶然相见即相亲，别后匆匆又几春；例履常迎天下士，吟诗最忆海东人”的诗句，托使臣捎给正祖转交朴齐家:192-193。吴省兰主编的清朝畅销书《艺海珠尘》亦将朴齐家的诗集《贞蕤稿略》收录其中。
17世纪开始，中人、庶孽、胥吏等朝鲜王朝中下层阶级涌现了许多杰出诗人。这些中下层阶级被称为“委巷”。委巷人大部分生活在汉城北部的贫民区。他们把自己创作的汉诗称为“风谣”，以区别于士大夫的汉诗。委巷诗人主要的作品集包括《昭代风谣》（1737年）、《风谣续选》（1797年）、《风谣三选》等。委巷文学始于崔奇男（1586-1665年）。崔奇男号龟谷，为宫奴，因诗才出众而得到申钦的大力提拔。他与南应琛、郑礼南、金孝一、崔大立、郑南寿等人在1658年合编了委巷诗人诗集《六家杂咏》。崔奇男经常与这几位胥吏诗人在三清洞赋诗唱吟，因此他们也被称为“三清诗社”。此外，崔奇男还留有《龟谷集》，其中《龟谷诗稿》收录有447首汉诗。《伤秋》、《贫居》等汉诗都是崔奇男的代表作。委巷文学的领军人物是赵秀三（1762-1849年）。赵秀三是庶吏阶层出身的杰出诗人，有《北行百绝》100首、《秋斋纪异》71首、《次耕织图韵》46首、《陇城杂咏》22首、《高丽宫词》22首等。有人将他和崔致远、李奎报、李齐贤一起称为朝鲜文学史上的四大杰出诗人。:1095-1116:404-418
金笠（1807-1863年）是朝鲜王朝末期出现的一位著名讽刺诗人。金笠原名金炳渊，出身于两班贵族。因其祖父金益淳在任宣川府使时投降农民起义军而被处死，他屡受排挤。22岁的时候，金笠决定终身不任，头戴斗笠天流浪天涯。他因此得了“金笠”这个称号，被称为“斗笠诗人”。朝鲜民间流传着金笠助人为乐，戏弄两班的传说。他经常把友人赠送他的衣物、钱财送给穷人和乞丐，自己却以乞讨为生。金笠写了许多批判两班腐朽、虚伪生活的汉诗，其中的代表作有《嘲两班儿》、《元生员》、《尽日垂头客》、《是非歌》等。他所作的描写平民百姓艰苦生活的作品有《贫家》、《贫吟》、《路上见乞丐尸》等。此外，他还写有有关世态炎凉，愤世嫉俗的作品《无题》，称赞平民百姓淳朴善良的《逢雨宿村家》、《无题》，表达怀才不遇思想的《矗石楼》，以及描写自然界事物的《鱼》、《飘然亭》、《淮阳过次》、《入金刚》等。:1116-1124:423-427

#### 乐府诗
高丽末期，李齐贤以汉文诗的形式收集整理了朝鲜民间歌谣，以《小乐府》为题编纂成集。此外，他还创作了《后小乐府》。在他的带动下，许多文人纷纷开始进行乐府诗的创作。朝鲜王朝前半期，乐府诗的创作得到了空前的发展。以往乐府诗主要是收集整理民间歌谣，篇幅短小，而且多采用抒情的形式。朝鲜王朝前半期的乐府诗则以历史事件或故事为主要题材，并通过作品表达作者的观点。这一时期的乐府诗采用的是长篇叙事诗的形式，以七言歌行体为主，间或夹杂三言体或五言体。此外，这一时期的乐府诗有突出的朝鲜民族特点，诗歌韵律和修辞手法民族特点很强，并出现了朝鲜式的汉字词。金宗直的《东都乐府》和沈光世的《休翁乐府》是这一时期乐府诗的代表作。:739-743
金宗直的《东都乐府》收录于其文集《佔毕斋集》第一卷，共收录了七首乐府诗，包括《会苏曲》、《阳山歌》、《忧息曲》、《碓歌》、《怛忉歌》等。虽然收录的乐府诗数量不多，但这是朝鲜文学史上首次以朝鲜历史事件或故事为题材创作的乐府诗。这七首乐府诗都取材于朝鲜三国时期的历史事件或故事，利用汉文诗的韵律，体现出鲜明的朝鲜民族特色。许筠在《惺叟诗话》中称金宗直的乐府诗“东京乐府，篇篇皆古”。洪万宗在《小华诗评》中，称赞他“宣陵之世，占毕独步”。:743-748
沈光世的《休翁乐府》（也称《海东乐府》）是出版于光海君九年（1617年）的一部史诗集。据沈光世在其序文所述，朝鲜士大夫存在严重的“事大主义”倾向，过度推崇中国明朝书籍。他对此很不满，创作此部以朝鲜历史为题材的乐府诗集，让人们以史为鉴。《休翁乐府》取材的历史事件或故事不局限于某个历史时期，而是贯穿于从古代至朝鲜王朝初期的历史。《休翁乐府》题材多样，其中批评封建统治阶级腐败和内部斗争，揭露社会各种弊端以及佛教虚伪性的现实主义作品占有重要地位。主要代表作包括《再请妻》、《三事知》、《八关会》、《龙齿汤》、《朝廷沉》等。:749-758
朝鲜王朝后半期，朝鲜乐府诗的创作日臻完善，成为文人喜爱的一种诗歌形式，并形成自成一派的“海东乐府”体。海东乐府诗的创作有两种形式。一种是把朝鲜的“歌诗”翻译成汉诗，被称为“小乐府”。另一种是直接创作汉诗。虽然汉诗不符合朝鲜民谣的特点，但其内容是有关朝鲜历史或风俗，有很强的民歌特色。以这种方式创作的叙述历史的乐府诗被称为“咏史乐府”，而描绘民俗的则被称为“纪俗乐府”。海东乐府由“小序”和“原诗”组成。原诗以叙事为主，抒情为辅，大体上采取“杂言”和“换韵法”。在朝鲜王朝后半期出现了时调“汉诗化”的现象。时调被转化成乐府诗，成为朝鲜乐府诗区别于中国乐府诗的最大特点。海东乐府的代表人物和作品包括沈光世的《海东乐府》，林昌泽的《海东乐府》，无光韵的《海东乐府》，李匡师的《东国乐府》，申光洙的《关西乐府》等。:1080-1095

### 散文

#### 稗说体散文
高丽后期出现的稗说体散文在朝鲜王朝前半期得到了很大的发展，不但数量众多，而且在题材和内容上也更加丰富。稗说体散文在高丽时期一般局限于诗话，而朝鲜王朝时期的稗说体散文则是包罗万象，涉及名人逸事、传说、寓言、笑话、天文地理、风俗民情等各个方面。虽然稗说体散文与正史、地理志、寓言集等相比显得“不正规”，但其丰富的内容和灵活的形式，也弥补了专著的不足，对研究朝鲜古代历史、地理、文化有着重要的参考价值。此外，稗说体散文中有关志怪、传说、笑话等部分故事性较强，为此后小说的产生与发展起到了积极的意义。:759-760:221
朝鲜王朝时期稗说体散文的主要作品包括徐居正的《笔苑杂记》、《太平闲话滑稽传》，姜希颜的《养花小录》，成倪的《慵斋丛话》，曹伸的《谀闻琐录》，柳梦寅的《於于野谈》等。徐居正的《笔苑杂记》主要记述朝鲜王朝历代君王、大臣的逸闻轶事等。《太平闲话滑稽传》是朝鲜文学史上的首部笑话集，收集了自高丽末期至朝鲜王朝初期流传于民间的各种笑话。姜希颜的《养花小录》是本记录牡丹、菊花、梅花、松树等十几种花草树木特征和栽培方法的园艺书。作者在书中同时强调所记载的的花草树木的品格和象征意义，赋予这些花草树木高雅的审美属性。《慵斋丛话》是成倪的随笔总汇，收集了390多篇各种杂文，内容涵括历史、人物、地理、风俗、文化、传说等诸多方面，堪称朝鲜王朝时期随笔文学的精华。曹伸的《谀闻琐录》记录了作者在日本和琉球的所见所闻。《於于野谈》是柳梦寅编写的一部故事集，收集了光海君年间的各种民间传说、神话、故事，有人伦卷（第一卷）、宗教卷（第二卷）、学艺卷（第三卷）、社会卷（第四卷）、万物卷（第五卷）五卷。:759-763:221-225

#### 纪行散文
1519年，士林派文臣金净（1486-1521年）因“己卯士祸”被流放济州岛。期间，他创作了朝鲜文学史上第一部有关济州岛风土人情的纪行散文《济州风土录》。17世纪，朝鲜王室成员李健（1614-1662年）因光海君王位颠覆事件受牵连，在15岁的时候被流放济州，在济州岛生活了8年。在他流放济州岛期间，他创作了另一部有关济州岛的纪行散文《济州风土记》。朴继叔（1569-1646年）和他的儿子朴就文（1617-1690年）都曾就任咸镜道的地方官员。两人先后写下了《赴北日记》和《赴防日记》两篇有关咸镜道自然与人文的纪行散文。《山中日记》是丁时翰（1625-1707年）在辞官隐退后，花两年时间走访大半个朝鲜半岛后写下的纪行散文。由于他在旅途中经常寄宿在山中的寺庙，因此他将自己的旅行日记称为《山中日记》:772-775。金刚山作为朝鲜半岛的第一名山，是许多文人纪行作品的题材，主要作品包括南孝温（1454-1492年）的《金刚山记》，李廷龟（1564-1635年）的《游金刚山记》，李宜显（1669-1745年）的《游金刚山记》，徐荣辅（1759-1816年）的《枫岳记》的等:1353。
《海东诸国纪》是15世纪朝鲜杰出的外交家申叔舟（1417-1475年）所作的朝鲜王朝最具代表性的国外纪行作品。1443年，申叔舟奉世宗之命以书记官的身份出访日本。回国后，他用28年的时间写成了这部《东海诸国记》。该书由序文、七张地图、“日本国纪”、“琉球国纪”和“朝聘应接纪”等五部分组成，详细记录了日本的社会及其风俗习惯。苏世让（1486-1562年）和他的侄子苏巡（1499-1559年）都曾出使中国明朝，两人回国后先后撰写了《阳谷朝天录》和《葆真堂燕行日记》两部有关作者在中国所见所闻的纪行作品。1487年，成宗时期的文臣崔溥（1454-1504年）受成宗之命去济州赴任。次年，他的父亲去世，他乘船从济州回往故乡罗州，途中不幸遇到风浪在海上漂流14个昼夜，在中国浙江台州府临海县登陆。到达中国后，他历时四个月经陆路和京杭大运河来到北京，后跨过鸭绿江回国。之后，写下了纪行作品《漂海录》:775-778。朝鲜王朝后半期，朝鲜文人出使中国清朝时也创作了许多纪行作品，其中的代表作有洪大容（1731-1783年）的《湛轩燕记》、朴趾源（1737-1805年）的《热河日记》、金景善（1788-1853年）的《燕辕直指》等。这一时期有关日本的纪行作品主要有赵衍（1606-1679年）的《扶桑日记》，申维翰（1681-1752年）的《海游录》等:1355-1367。

#### 纪实散文
16世纪末至17世纪中期，朝鲜王朝先后经历了壬辰倭乱和女真的两次入侵，使朝鲜封建社会遭到极大的破坏。国家的内忧外患激发了人们对国家命运的关注。一批反省历史，反映时代问题的纪实散文应运而生。其中最引人注意的是反映壬辰倭乱和丙子胡乱的作品。朝鲜王朝统治者在这两次战乱中的腐败无能，朝鲜爱国将士的英勇抗战，朝鲜百姓在战争中的遭受的苦难等都在这些作品中得到体现。:778
柳成龙的《惩毖录》记述了1592-1598年间壬辰倭乱发生的全过程，包括倭乱前朝鲜的对日关系，壬辰倭乱发生的原因和经过，对朝鲜统治者的昏庸无能，朝廷大臣和地方官员的贪生怕死，爱国将士的浴血奋战都作了真实的记录。该文不仅是反映壬辰倭乱的代表作也是客观反映壬辰倭乱的珍贵文献资料。《乱中日记》是朝鲜爱国将领李舜臣在壬辰倭乱期间根据自己的亲身经历写下的战时日记，包括对每次战役的备忘录，对部下的赏罚，战况的报告等。反映义兵将领英雄事迹的作品主要有《忘忧堂先生集》、《金忠壮公遗事》等。鲁认的《锦溪日记》和姜沆的《看羊录》则是记述作者被倭寇俘虏后经历的作品。:778-782
反映丙子胡乱的作品主要有石之珩的《南汉解围录》，南业的《丙子日记》，金尚宪的《南汉纪略》、鱼汉明的《江都日记》等。其中石之珩的《南汉解围录》以下级官员的眼光记录了丙子胡乱期间朝鲜朝廷在南汉山的经历。文中涉及了将士与朝廷官员之间越来越突出的心理隔阂。在南业的《丙子日记》中，将士与朝廷官员之间矛盾则被更毫无隐瞒地揭露。:782-783

#### 宫廷女性散文
1444年，训民正音的发明为女性创作文学作品提供了便捷的工具。朝鲜王朝时期出现了一些宫廷女性创作的国语散文。为弘扬扬“三纲五常”等封建儒家观念，英祖的嫔妃、宣嬉宫映嫔李氏所创作宣扬“妇德”的“教科书”《女范》。宫廷女性散文也有社会批评性的作品。无名氏的《祭针文》是一位寡妇在陪伴她27年的针不幸折断后，所写了一篇反映作者复杂心理的国语散文，寓意封建伦理的禁锢使主人公像针一样惨遭厄运。《闺中七友争功记》是另一篇类似题材的作品，作者通过拟人的手法叙述尺、剪刀、针等7件用品的对话，以反映朝鲜王朝妇女地位、命运等敏感话题。:1333-1334
朝鲜王朝宫廷女性还创作了一些纪实散文。《山城日记》是丙子胡乱期间一位跟仁祖在南汉山避难的宫女所作的有关丙子胡乱的纪实作品。仁祖朝臣南以雄的夫人南平曹氏所作的《丙子日记》是另一部有关丙子胡乱的作品:788。无名氏的《癸丑日记》又名《西宫录》、《西宫日记》是篇记述了宣祖去世后光海君毒死兄长临海君与永昌大君争夺王位的作品。无名氏的《仁显王后传》讲述的是仁显王后被肃宗张禧嫔陷害遭流放后又被复位的的经历。《闲中录》又名《闲中慢录》、《恨中录》是献敬王后所作的一部流传很广的作品，记录了英祖三年到纯祖十五年朝鲜王朝充满血腥的宫廷争夺。在这些作品中，《癸丑日记》、《仁显王后传》和《闲中录》被称为朝鲜宫廷文学三大散文代表作:1333-1334。

### 小说
进入朝鲜王朝后，小说作为新的文学样式开始兴起。朝鲜古代小说的萌芽状态早在统一新罗时期的《新罗殊异传》中就初见端倪。高丽时期志怪、传说、笑话等类型的稗说体散文在事件构成、人物描写和语言运用方面几乎接近于短篇小说的形式。随着朝鲜城市经济与生活的发展，朝鲜出现了包括城市平民阶层，女性读者在内的日益激增的文学消费群体。他们已经不满足于以往的文学形式，而是需求像小说这样能更广泛地反映社会生活的文学形式。与此同时，大量中国小说文学作品的涌入，也对朝鲜小说的兴起起到了推动的作用。不过在受封建儒家思想禁锢的朝鲜，小说最初被士大夫文人视为“惑世诬民”的异端文学:791-794:130-135。正祖在其掌权时期还曾禁止小说的创作与传播:1126。
朝鲜文学史上第一部真正意义上的小说作品是金时习（1435-1493年）的《金鳌新话》。金时习是世祖篡位时期的“生六臣”之一。他出身于贵族家庭，5岁时即能写诗，曾受世宗的赏赐。金时习21岁在三角山苦读等待封官的时候，赶上世祖篡位。怒于世祖篡位，他放弃做官打算，削发为僧，四处云游，后在庆州金鳌山安顿下来。成宗即位后，他曾被成宗召回京城，但他无意仕进，又返回金鳌山。《金鳌新话》是他在金鳌山时所作。该小说集原本在朝鲜已经失传，但后在日本发现了五篇，它们是《万福寺樗蒲记》、《李生窥墙传》、《醉游浮碧楼记》、《南炎浮州志》、《龙宫赴宴录》。这五篇的后面附有《书甲集后》七绝两首，表明现存的这五篇作品仅是甲集中的作品。这五篇作品在情节和人物上都各不相同，但都是有关怀才不遇的书生与女鬼或仙女的传奇故事，同时反映出鄙弃贪官，念及百姓，憎恨侵略者，忠于王朝正统君主等观念。《金鳌新话》是金时习借鉴明朝瞿佑的《剪灯新话》而作，但有着鲜明的朝鲜民族特点，其艺术成就在某些方面已经超过了《剪灯新话》。日本学者依田百川在《金鳌新话》明治十七年版序文中说：“此篇，盖似明人瞿宗吉《剪灯新话》，而其才情飘逸，文气富瞻，琦句瑰词，璀璨如锦，有过而无不及焉。”:794-803:77-88
《花史》和《鼠狱说》是朝鲜中世纪两篇代表性的寓言小说，作者是林悌（1549-1587年）。《花史》取材于中国历史，以编年体的形式通过将花草拟人化的艺术手法，描写了一部“花之王国兴亡史”，揭露和暗喻了当时封建统治者的昏庸腐败和尔虞我诈的党派斗争。《鼠狱说》是篇比《花史》更为辛辣讽刺的社会批判倾向的作品。小说以大老鼠和看守国家粮仓的司库神比喻挥霍国家财产、中饱私囊的贪官污吏和昏庸无能的封建官僚。老鼠受审时被摆脱罪名诬告众多人物。作者对80多个动植物和神灵进行了拟人化描写，通过这些被招来受审的众多拟人化的动植物，揭露和讽刺朝鲜社会的种种社会不正之风。比如通过以麒麟、凤凰、孔雀等美丽动物比喻表面上标榜“仁德”、“清廉”，实际上暗地作偷鸡摸狗的两班士大夫。:804-811:232-235:98-105

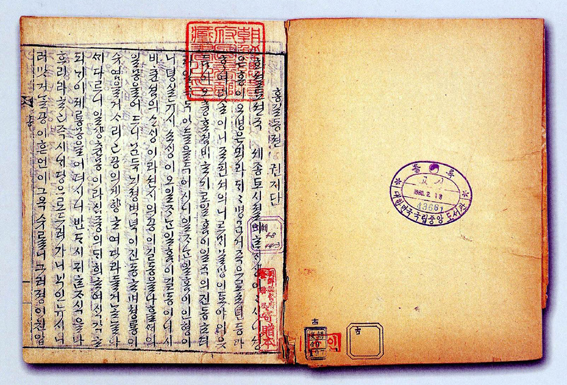
《洪吉童传》

许筠（1569-1618年）的《洪吉童传》是朝鲜文学史上出现较早的文人国语小说。许筠出生于官宦家庭，性格耿直豪放，受其庶子出身的老师影响，他同情社会地位卑贱的人。《洪吉童传》是以农民起义军领袖洪吉童的民间传说故事为基础创作的小说，描写了庶子出身的洪吉童由封建嫡庶差别制度叛逆者成长为农民起义领袖，并建立理想社会“硉岛国”的过程。作者对封建家庭制度和嫡庶差别制度进行了揭露和批判，表现出反对封建压迫、剥削的思想和进行社会改革理想。《洪吉童传》是朝鲜文学史上的首部反映农民起义的小说，也是首部反映社会改革理想的小说。许筠曾与朴应犀、徐羊甲等庶子出身的人物密谋在弼州起义，但计划被泄露，后被以谋反罪处死。他被处死后，《洪吉童传》被朝鲜列为禁书，长期以来只是在民间秘密流传，直到1905年翰南书林根据民间流传版本内容，以木刻版的形式出版了翰南本。:832-841:278-282:148-153

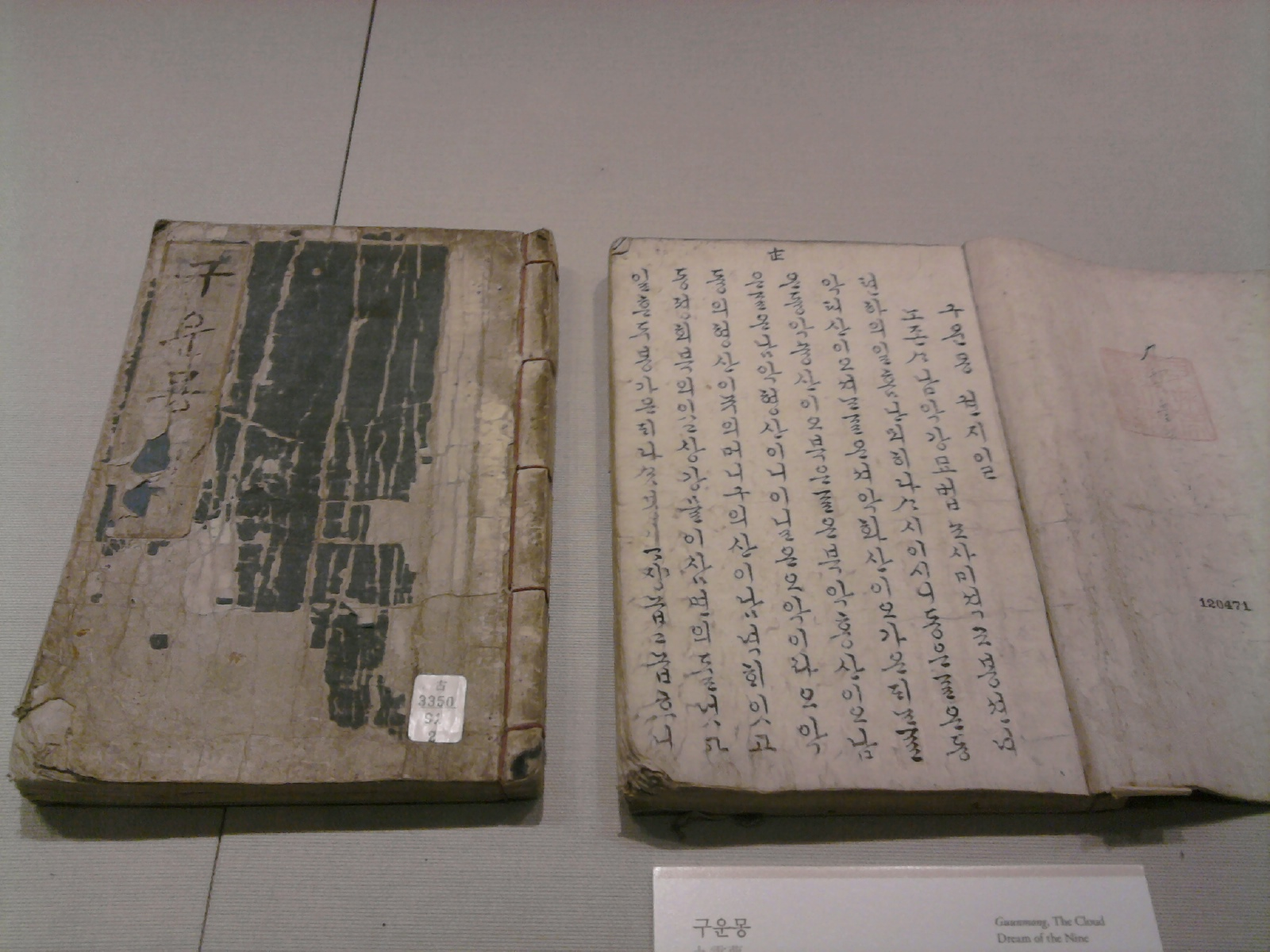
《九云梦》

中世纪，朝鲜长篇小说在国语小说家金万重（1637-1692年）的带动下发展到成熟阶段，其代表作有长篇小说《谢氏南征记》和《九云梦》。《谢氏南征记》描写的是中国明朝一个官宦家庭的妻妾争斗，但实际上针对的是朝鲜肃宗被张禧嫔迷惑，将正宫仁显王后闵氏废黜之事。金万重作为反对废闵立张主张正统儒学思想的西人派人物，被罢官流配到南海孤岛。《谢氏南征记》就是作者在南海孤岛时所作，小说以“劝善惩恶”为基本主题。《谢氏南征记》的出现标志着现代意义上的长篇小说在朝鲜文学史上的出现:842-859:283-290。《九云梦》是金万重续《谢氏南征记》之后在流放生活中所作的另一部长篇小说，讲的是唐朝一位佛门弟子性真邪心忽发，做了一场人间轮回的春梦，梦醒后由色悟空，大得“寂灭之道”的故事，表达了作者“富贵功名，如一场春梦”的佛教“空观”思想。《九云梦》是在朝鲜文学史上有很大影响的作品。受其影响，朝鲜文坛之后出现了许多以“梦字类”的小说，比如李廷桌（1678-1758年）的《玉麟梦》，南永鲁（1810-1858年）的《玉楼梦》等。许多后世的传奇小说也都效仿《九云梦》以中国为背景进行创作，这样不仅可以回避直接写本国可能引起的麻烦，也为作者提供了更为广泛的创作想象空间:859-872:291-299:157-163。《谢氏南征记》和《九云梦》等以中国为背景的汉文小说最初曾被误认是中国人所作，但后来被更正:2。
16世纪末和17世纪上半叶，朝鲜王朝经历了壬辰倭乱和丙子胡乱，催生了许多以抵抗外族侵略为内容的爱国主义小说，其中的代表作主要有《壬辰录》、《朴氏夫人传》和《林庆业传》等。小说《壬辰录》是部反映壬辰倭乱的演义性讲史小说，描述了水军将领李舜臣、陆军将领金应瑞，义兵领袖郭再祐、郑文孚、金德龄、西山大师、泗溟堂，爱国妇人桂月香，以及明朝将领李如松等的抗倭英雄事迹。《壬辰录》是朝鲜文学史上的首部爱国主义小说，也是首部反映战争的演义性讲史小说，对后世军谈小说的出现起到了积极的作用。《朴氏夫人传》和《林庆业传》都是以丙子胡乱为背景的爱国主义军谈国语小说。《朴氏夫人传》塑造了一位抗金巾帼英雄朴氏夫人，是“男尊女卑”的朝鲜封建社会较为罕见的作品，深受当时朝鲜女性读者喜爱，在朝鲜文学史上具有特殊地位。小说《林庆业传》的主人公是朝鲜民族英雄林庆业。作品描写了他与后金侵略者的斗争过程，和最后被奸臣金自点暗杀的悲惨命运。:873-893:269-277
爱情小说是朝鲜王朝小说的一个主要类型。《云英传》描写的是朝鲜世宗三子安平大君的宫女云英爱慕年轻书生金进士而惹下祸端的爱情悲剧故事。小说通过民间书生与宫女的自由恋爱和为爱情双双殉情的悲剧，表现了年轻人对自由恋爱的渴望，以及对封建专制的鞭挞:811-815:87-90。《彩凤感别曲》是朝鲜王朝后半期的爱情小说代表作。这是一部国语小说，描写了彩凤和张弼成两人为争取婚姻自由与封建束缚作斗争，最终结成百年之好的故事。其它的爱情小说还有《玉丹春》、《李春风传》、《淑英娘子传》、《青年悔心曲》、《柳绿传》、《李进士传》、《权龙仙传》、《白鹤扇传》等:1153-1159:361-370。
《蔷花红莲传》和《孔菊和潘菊》是朝鲜王朝时期的两部“家庭继母型”小说或世态小说。《蔷花红莲传》是朴仁寿（1765-1837年）根据孝宗时期铁山府使全东屹（1610-1685年）查办的冤案的真实事件改编。蔷花和红莲两姐妹因受继母徐氏虐待而死，得不到安息的冤魂经常出现在官府，因此无人敢到铁山就任。全东屹自告奋勇出任铁山府使后，明察秋毫处死了徐氏，为两姐妹平反昭雪。她们的父亲后又娶了尹氏为妻，生了一对蔷花和红莲转世的双胞胎姐妹，一家人过着幸福的生活。小说宣扬了惩恶扬善的思想，同时浓厚的佛教轮回气息:1166-1168:340-342。1924年9月13日，这部古典名著首次被拍成同名电影公映，成为朝鲜半岛历史上首部完全依靠自己的资本、技术、演员制作的电影:66。《孔菊和潘菊》是继母裴氏与生女潘菊合谋害死前房子女而招到报应的故事。孔菊在小说的结尾获得了她应得的爱情和幸福生活。除了这两篇小说外，类似的作品还有《杨丰云传》、《鱼龙传》、《郑乙善传》等。其中《杨丰云传》和《鱼龙传》以中国为故事背景:1170-1172:339-340。
随着朝鲜实学的兴趣，朝鲜文坛出现了实学派小说。朝鲜实学北学派先驱洪大容所作的哲学小说《医山问答》，通过假托代表朝鲜后期朱子学者“虚子”与代表作者等其他实学思想家的“实翁”对话，来阐述作者的哲学思想。隐居读书30年的虚子以为自己已“穷天地之化，究性命之徽，极五行之根，达三教之藴。经纬人道，会通物理，钩深测奥，洞悉源委。”但出隐后，他却找不到可以说话的人。虚子以为在中国燕都能找到知己，但结果失望而归。在医巫闾山，虚子遇到了号称专破天下之虚的实翁。实翁与虚子讨论世间万物，使虚子心服口服，得到“大道之源”:127-128。另一位实学派代表人朴趾源在他所创作的《马阻传》、《虞裳传》、《两班传》等小说作品中，对两班进行了辛辣的讽刺，而对下层平民的高尚品德则进行赞美:152-153。在其所著小说《秽德先生传》中，他通过对掏粪夫劳动的赞美，以表达其主张以劳动作为评价道德的标准的理念。在《烈女咸阳朴氏传》中，朴趾源通过描写一位终身守寡的老妇人的痛苦一生和一位刚举行婚礼便成为寡妇的少妇朴氏守寡三年自杀的悲剧，对烈女不嫁二夫、改嫁子孙勿叙正职等封建礼教进行了抨击:159-160。
18世纪中期以后，讲唱脚本小说开始兴起，主要代表作有《春香传》、《沈清传》、《兴夫传》、《兔子传》、《裴裨将传》等。这些作品经过朝鲜民间长期的流传、加工、润色后被写成小说。其中《春香传》、《沈清传》和《兴夫传》被誉为“朝鲜三大古典小说”。《春香传》被誉为朝鲜的西厢记。小说通过李梦龙和成春香的自主、纯洁而坎坷的爱情故事，塑造了一个美丽、贞洁的女性春香形象，同时鞭挞了封建社会的腐朽与黑暗。家庭伦理小说《沈清传》讲述的是孝女沈清自愿成为被抛入大海的祭海供品，使盲父重见光明的故事，表现了苦去甘来的主题。《兴夫传》是部讽刺小说，通过塑造善恶两兄弟，揭露懒惰、残暴、无情无义的恶人，赞美勤劳、善良、仁厚的好人。寓言小说《兔子传》通过描写龙王、乌龟和兔子的斗智斗勇，歌颂了兔子代表的劳动人民的聪明智慧，同时也表达了劳动人民的艰苦生活和所处的险恶社会的同情与担忧。《裴裨将传》是部讽刺小说，揭露了朝鲜王朝末期官场的丑陋。:1194-1200:325-339

### 民间文学

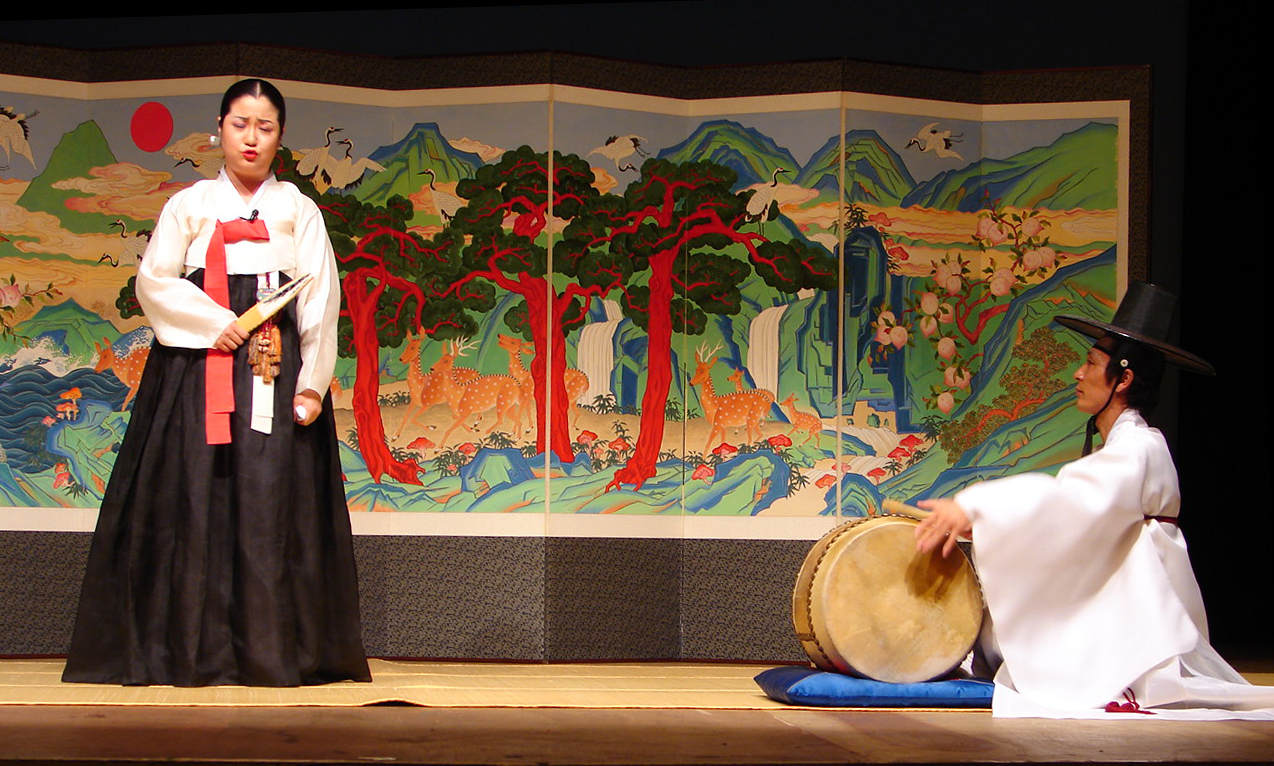
盘索里

朝鲜王朝的民谣可以分为劳动歌谣、仪式歌谣、反映反侵略的爱国斗争歌谣和游戏歌谣等。《求麦谣》、《插秧歌》、《织布歌》、《锄草歌》等是典型的劳动歌谣。《蜥蜴歌》、《地神谣》、《挽歌》等属于仪式歌谣。表现反侵略的爱国主义歌谣有《倭将清正谣》、《强羌水越来》、《风筝线歌》等。安东地区的《踏桥》和全罗南道西南地区的《强羌水越来》都是游戏歌谣。朝鲜各地区的民谣各有特色。京畿道和忠清道的京畿民谣声音清脆、轻快、柔和，代表作有《唱夫打令》、《阿里郎》、《道拉吉打令》、《太平歌》、《汉江水打令》等。全罗道和庆尚道的民歌被称为南道民谣。南道民谣的特点是发“低”和“粗”的声音，而且有一定的情节。《珍岛阿里郎》、《强羌水越来》都是有代表性的南道民谣。西道民谣是平安道和黄海道地区的民谣，其特点是几乎没有乐器伴奏，经常结合使用鼻音。主要作品有平安道的《愁心歌》、《出船歌》和黄海道的《山念佛》等。东部歌谣是以太白山脉为中心的庆尚道、江原道和咸镜道地区的歌谣，其特点是节奏较快。主要作品有《江原道阿里郎》、《蔚山姑娘》等。济州民谣的特点是节奏较为缓慢，代表作品有《渔夫歌》、《海女歌》等。:918-923:1447-1448
《强羌水越来》是壬辰倭乱时期流行于南海一带的女性圆舞歌谣。“强羌水越来”的含义有“强寇越海来袭”，“要做好边防警戒”等多种说法。歌谣表达了主人公跟随丈夫一起去打击侵略者的决心，以及“你死有我，我死有天”的爱国精神。壬辰倭乱结束后，这首民谣逐渐演变成南海地区的民俗歌谣:921-923:130-131。每逢正月十五中秋佳节，南海地区的女性就身着韩服，迎着圆月，手拉手形成一个圆圈，一边唱强羌水越来，一边跳圆舞。该歌谣目前已被韩国政府列为第8号重要文化财产:1450-1452，2009年被列为联合国教科文组织的世界非物质文化遗产。
《阿里郎》是朝鲜民谣中最为著名的一首。这首歌谣在朝鲜不同地区的唱法各有不同，有《本调阿里郎》、《密阳阿里郎》、《江原道阿里郎》、《旌善阿里郎》、《珍岛阿里郎》、《京畿阿里郎》等多种版本。1926年，同名电影《阿里郎》公映后，其主题歌《京畿阿里郎》传遍朝鲜的大街小巷，使《京畿阿里郎》成为目前传唱最广的妇孺皆知的《阿里郎》版本。《京畿阿里郎》词浅意远，带着哀怨伤感的气息。这首歌的歌词在不同时期反映不同的内容。朝鲜王朝末期，它表现参加劳役的役夫思乡和相思离别的感情。在朝鲜日占时期，它则成为表达朝鲜民族的悲惨心境的民谣。:1448-1450:138-139
17世纪中叶以后，随着朝鲜城市规模的不断扩大，适合市民趣味和娱乐的讲唱艺术开始繁荣，其中最具代表性的是盘索里。盘索里以唱为主，说为辅，一般由“广大”和“鼓手”两人表演。广大手持一把扇子说唱，鼓手则盘膝而坐，迎合广大即兴击鼓。盘索里是以全罗道的全州为中心发展起来的民间文艺，分为“东便制”和“西便制”两大流派。以宋兴禄为代表东便制雄健、清淡。以朴裕全为代表的西便制音色清雅。朴裕全还在西便制的基础上发展出了“江山制”（又称“冈山制”）。除全州地区外，京畿道南部和忠清道地区还发展起来了“中高制”，代表人物有廉季达、牟兴甲等。中高制的唱法介于东便制和西便制之间，唱法朴素单调，可惜已经失传。19世纪后，盘索里进入了全盛期，出现了“高宋廉牟”（高寿宽、宋兴禄、廉季达、牟兴甲）四位表演艺术家和被誉为“朝鲜的莎士比亚”的盘索里理论和表演艺术家申在孝（1812-1884年）。盘索里表演最多的剧目有《春香歌》、《沈清歌》、《兴夫歌》、《水宫歌》、《赤壁歌》、《卞江刷打令》、《裴裨将打令》、《雄雉打令》、《雍固执打令》、《江陵梅花歌》、《武淑曰字打令》、《假神仙打令》等“十二场”。不过目前流传下来的只有《春香歌》、《沈清歌》、《兴夫歌》、《水宫歌》、《赤壁歌》等“五场”戏。:1456-1467:168-177
朝鲜王朝中期，朝鲜民间文学出现了“野谈”形式的文献故事。野谈是一种记录作者所看到、听到的故事的文学形式。奎章阁本《溪西野谈》对野谈的解释是“野谈者，随其见闻而记录也。”在记录所见所闻方面，野谈与稗说有着一定的联系。野谈的体裁非常广泛，既有慢录、野史、传记，也有散文和传说故事。野谈中的故事一般都很简短。朝鲜文学史上的第一部野谈是柳梦寅（1559-1623年）的《於于野谈》。之后，这种灵活多变的文学形式得到了蓬勃发展。无名氏的《青丘野谈》、李羲平（1772-1839年）的《溪西野谈》和李源命（1807-1887年）的《东野汇輯》是朝鲜王朝的三大野谈集。:1438-1440

## 近代
19世纪后半期，市民阶层开始逐渐在朝鲜社会内部出现，资本主义开始萌芽:86。朝鲜传统的世界观和价值观在这一时期发生了巨大的变化。随着外来思潮和事物的进入，朝鲜开始广泛地接触并体验到近代性质的事物。经过前期的过渡阶段，朝鲜文学也进入到近代文学时期:8。由于日本帝国主义近代对朝鲜的侵略，朝鲜近代文学因此有着反帝、反封建的一面:2-3。

### 诗歌

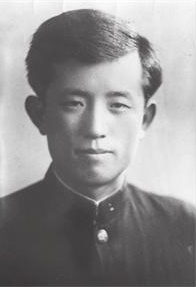
朝鲜族爱国主义诗人尹东柱

19世纪末20世纪初，开化派和爱国知识分子创作了许多“开化歌辞”。这些开化歌辞数量众多，使用传统的四四调歌辞形式表达新启蒙思想和抗日精神，主要发表在《大韩每日申报》、《独立新闻》、《皇城新闻》、《帝国新闻》等当时的报刊上:94-96:10-11:9-12。受传统歌辞和西方基督教赞美诗的影响，20世纪初，出现了以七五、八五、六五调的开化诗词形式“唱歌”。崔南善（1890-1957年）是朝鲜20世纪10年代诗坛最有影响力的唱歌代表作家:96-99:12-13:20。
受日本新体诗的影响，朝鲜文学出现了使用日常用语，试图将诗歌与音乐分离的“新体诗”。1908年《少年》杂志创刊号上刊登的崔南善的《从大海致少年》是第一首这样的作品:100-101:32-33。作为传统诗歌与现代诗歌的过渡形式，新体诗在20世纪10年代末很快被自由诗所代替。近代自由诗有消极浪漫主义（感伤主义）诗歌、民谣调抒情诗、新倾向派诗歌、普罗诗、纯粹诗、现代派诗歌、批判现实主义诗歌等许多流派:102-103。1920年代初期以文学同仁志为中心创作的诗歌有比较浓厚的浪漫主义倾向。中期以后又出现带有鲜明问题意识的作品并发展到后期的新倾向派——卡普系列的斗争性和理念性倾向:70。1920年代朝鲜诗坛开始还出现了时调的复兴运动。1926年，崔南善发行了收录有108首时调的诗集《百八烦恼》。1933年，李殷相发行了《鲁山时调集》。此外，李秉岐、安廓、郑寅普、朱耀翰、金亿等人也创作了许多时调作品:165。
1930年3月，诗歌杂志《诗文学》创刊。以《诗文学》为阵地的诗文学派开始逐步形成，并在20世纪30年代末期发展成纯粹文学的主流学派。诗文学派的代表人物主要有朴龙喆、金永郎、辛夕汀等:178。1933年8月15日，李泰俊、赵荣万、金起林、李无影、郑芝溶、金幽影、李孝石、李钟鸣、柳致真九人创立代表朝鲜近代文学史中现代主义文学的“九人会”:183。1930年代后期，由于日本帝国主义的镇压，卡普阵营已经无法政治诗歌的创作，而纷纷开始转型。权焕、李秉甲等人的讽刺倾向诗和林和、尹昆岗的浪漫主义倾向的诗歌等都在诗坛受到瞩目:196-197。
在日本帝国主义统治末期，由于被剥夺了思想表达的自由，这一时期的诗歌排斥一切政治性和社会性，只能转为纯粹文学的自我深化。李秉岐将自己创作的古典时调汇编成《嘉蓝诗集》（1939年）。郑芝溶则继承东方隐逸思想和山水诗传统，出版了《白鹿潭》诗集。在他的影响下，形成了以朴木月、朴斗镇、金东里为代表的青鹿派。青鹿派继承了郑芝溶古典纯粹诗的一面，反对30年代后期异军突起的现代主义诗。而通过《文章》杂志登上文坛的金钟汉、李汉稷、朴南秀等人也有着与青鹿派相类似的乡土情结，但继承的是郑芝溶的现代主义的一面。在黑暗的日统末期，朝鲜诗坛还出现了两位不惧挫折的抗日诗人李陆史和尹东柱。这两位诗人都死于狱中，李陆史的诗集《陆史诗集》（1946年）和尹东柱的遗稿《天空、风、星星和诗》（1948年）直到最后才得以出版和被大众所知。:205-210

### 小说
20世纪初，在日本吞并朝鲜半岛之前，朝鲜文学出现了《车夫的误解》（1906年）、《禽兽会议录》（1908年）、《自由钟》（1913年）等借用对话或演讲形式直叙反侵略、自主独立和反封建开化主张的时事讨论体小说:136-137:17。在传统传记文学和军谈小说的基础上，受外国历史传记文学的影响，这时期还出现了张志渊的《爱国夫人传》（1907年）、申采浩的《李舜臣传》（1908年）、《乙支文德》（1908年）、《崔都统传》（1909年）、朴殷植的《渊盖苏文传》（1911年）等历史传记小说。这些历史传记小说通过塑造抵抗外来侵略的民族英雄，向民众宣传民族主义思想，唤起民众争取民族独立的斗志:137:16:28。
1906年，李人植在《万岁报》上连载的《血之泪》是新小说的开篇之作。这部作品以中日甲午战争时期出国留学的男女青年为主人公，阐述新教育的必要性。新小说是存在于1906-1926年介于古典小说和近代小说的一种特有的过渡文学形式。在结构上，新小说克服了古典小说按时间顺序叙述的弊端，在语言上趋于口语体，叙事方式多用描写，特别是加入了心理描写。除了《血之泪》外，李人植新还作有《牡丹峰》、《鬼之声》、《雉岳山》、《银世界》等作品。李海潮是发表作品最多的新小说作家，作有《驱魔剑》、《花之血》、《牡丹屏》等30余部作品。他还将朝鲜古典名著《春香传》改写成《狱中花》，《沈清传》改写成《江上莲》，《兴夫传》改写成《燕子脚》:138-139:19-26:29-31:425-426。
1917年连载于《每日申报》的李光洙长篇小说《无情》是朝鲜近代文学史上的第一部近代小说:140-141:38:72。“三一运动”之后，1920年代正式的近代小说开始出现。这一时期的小说不仅摆脱了以李光洙小说为代表的普遍具有启蒙性和目的性的局限性，赋予作品艺术性外，还表现出对多种文艺思潮的关注:89。1923年的新倾向派文学和1925年成立“卡普”（无产阶级艺术联盟）与之形成激烈的反对派:118-120。
1930年代，日本帝国主义的掠夺使得韩国农村一片荒芜。反映农民困苦生活的农民小说在这一时期开始出现。代表作包括李光洙的《土地》（1933年）、李萁永的《故乡》（1933-1934年）、沈熏的《常青树》（1935年）等:199。1930年代的历史小说是20年代后半期民族主义文学运动的延伸，代表性作品包括朴锺和的《锦衫之血》（1936年）、《多情佛心》（1940年）；玄镇健的《无影塔》和《黑齿常之》（1939年）；金东仁的《大首阳》，洪命熹的《林居正》（1939年）等:201。1940年代，随着中日战争的白热化和太平洋战争的爆发，日本帝国主义在韩国疯狂推行同化政策，禁止韩语的使用，强迫韩国文坛日语化。《东亚日报》、《朝鲜日报》等所有韩文报纸和杂志被强迫停刊。韩国国语文学陷入空前的黑暗。

### 批评文学
自1890年起，序批评和跋批评开始出现在历史传记文学、新小说和诗歌等作品中。这种文体是评判体裁尚未分化时期的产物，以理论批评和实践批评的混合为内容:34。开化时期，朝鲜文坛同时出现了属于体裁分化初级阶段的实践批评和理论批评。有关诗歌的实践批评中关于时调和民歌的最为丰富。有关小说的实践批评大部分是文书评形式，体现了批评体裁分化初级阶段的特点。有关话剧的实践批评主要是发表在当时媒体上的社论等:38-41。这一时期的理论批评普遍存在只强调文学社会价值，教育功能，而轻视艺术性的局限性:42-45。与实践批评相比，这时期理论批评在数量上要少很多:47。
20世纪10年代，是朝鲜文学近代批评的初创时期。李光洙、金东仁等一批留学日本的批评家的出现，形成了朝鲜近代文学观，树立了批评的理论基础，并开始进行初步的实际批评。朝鲜批评文学的先驱李光洙对传统文学观进行了批评，提出文学并不是知识性、道德的、宗教的辅助物或附属物，而是一种独立的、自律的、具有同等地位的艺术形式。金亿、白大镇、黄锡禹对法国象征派诗歌理论、自由诗和英、法文坛最新动态进行了介绍。小说批评家金东仁是朝鲜文学史上最早的形式主义批评家。他以李光洙开创性批评所未能达到的新批评为朝鲜文学史的阶段性发展做出了贡献。:90-96
与10年代启蒙式的解释和介绍的批评相比，20世纪20年代的文学批评呈现出对创作的直接评价趋势，并出现了争论局面。黄锡禹与玄哲就玄哲的《牺牲花》，朴钟和与金亿就金亿的诗作《大同江》都展开了批评争论。受俄国十月革命的影响，卡普无产阶级文学自1923年开始在朝鲜文坛产生强有力的影响，成为文艺思潮的主流。以金基镇、林和等为代表的无产阶级文学批评家活跃于朝鲜文坛，并介绍社会主义文学理论。无产阶级文学从一开始出于初步介绍的阶段时就开始遭到反驳。:134-136
20世纪30年代，朝鲜文坛出现了一元论和二元论两大对立概念。林和的一元论和金南天的二元论之间的分歧是对实践概念的认识:199。林和始终如一地坚持一元论。一元论的原则就是卡普的路线。列宁在《党组织与文学》（1905年）提出的三原则中的第一条规定，文学艺术为党组织的齿轮和螺丝钉之一。即政治斗争、经济斗争、文化斗争都是包含在政治斗争之中的，不是相互脱离的。如果离开政治斗争这一一元论原则，就是脱离党性原则:197-198。他主张作家必须坚持“主人公——性格——思想”的公式，才能通过创作执行无产阶级路线:201。金南天认为：“决定作品的是作家，而决定作家的不是某人的理论，而是他本人的实践，因此评价作品的标准应该放在他的实践上。批评家如果不理解这一点，即使再大谈特谈辩证唯物主义，哪怕是一百万次，也不可能是真实的马克思主义的评价。” :198

### 戏剧文学

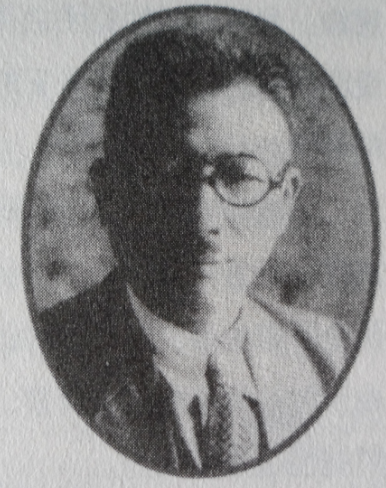
尹白南

朝鲜的传统戏剧是一种音乐舞蹈的综合形式。20世纪初，出现了唱剧。唱剧是由一人演唱的盘索里改编的多人演唱并加入动作表演的一种戏剧形式:156。20世纪10年代，日本新派剧传人朝鲜后，逐渐发展成为重要的大众娱乐形式，近代形式的戏剧文学也随之发展起来。1912年11月，赵重桓（号一斋）创作的《病者三人》的发表，开启了朝鲜戏剧文学的新发展。新派剧的代表作家是从日本留学回来的尹白南。他的“文秀星”剧团和李基世的“唯一团”剧团曾在当时红极一时。:156-157:80-81
经过第一次世界大战和三一运动后的20世纪20年代，朝鲜文学思想发生巨大的变化，戏剧文学也摆脱了新派剧为基础的启蒙主义与前近代悲剧。女权、自由恋爱和自由婚姻、描写和揭露社会黑暗面等西方近代文学所追求的主张人的觉醒与个人权利的作品开始出现。虽然这一时期的戏剧文学在形式和内容上都不成熟，但与20世纪10年代相比，主题意义更加积极，并带有社会性，使人感觉到作家精神的高扬。1922年11月13日，朝鲜图书株式会社出版了朝鲜文学史上的首部创作戏剧集《在荒野》（金泳俌）。紧接着，赵明熙的戏剧集《金英一之死》（1923年），尹白南的《命运》（1924年）等也相继出版。:124-133
20世纪30年代是朝鲜戏剧史上出现剧作家最多、质量上也是空前绝后的时期。在短短的几年里，朝鲜出现了30余位剧作家，创作发表了数百部戏剧作品。随着首家专业演出场所东洋剧场的出现，商业剧日益繁荣，出现了任曙昉、李云芳、王平、李瑞求、林仙奎、金健等商业剧剧作家。1931年剧艺术研究会成立后，随着近代剧运动的积极开展和西方现实主义戏剧的逐渐成熟，出现了柳致真、咸世德、金永寿、李光来、金镇寿等以现实主义为基调的剧作家。这一时期话剧界的活跃使也使一些小说家开始关注戏剧，并创作出不少戏剧作品，比如蔡万植、李无影、金松、俞镇午等。受日本帝国主义的镇压，一些无产阶级剧作家在这一时期也转变方向，创作出大量商业性的通俗戏剧作品，包括宋影、朴英镐、金兑镇、金承久等。从创作手法上看，这一时期的戏剧大体可分为新派通俗剧和现实主义剧两大类，在主题上则可分为新派传奇剧和社会现实主义描写两大类型。:182-183